# The Beatles/Auszeichnungen für Musikverkäufe

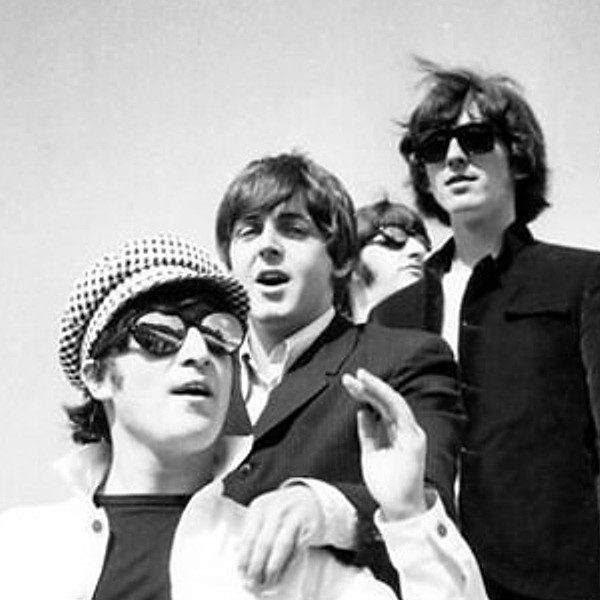
The Beatles (1965)

Dies ist eine Übersicht über die Auszeichnungen für Musikverkäufe der britischen Rockband The Beatles. Die Auszeichnungen finden sich nach ihrer Art (Gold, Platin usw.), nach Staaten getrennt in chronologischer Reihenfolge, geordnet sowie nach den Tonträgern selbst in alphabetischer Reihenfolge, getrennt nach Medium (Alben, Singles usw.), wieder.

## Auszeichnungen
| - Vereinigtes Königreich - 19??: für die Single Help! (Physisch) - 1984: für das Album Rarities - 2013: für die Single Free as a Bird - 2014: für das Album On Air – Live at the BBC Volume 2 - 2020: für die Single Sgt. Pepper’s Lonely Hearts Club Band - 2021: für die Single With a Little Help from My Friends - 2021: für die Single A Hard Day’s Night - 2021: für die Single Ob-La-Di, Ob-La-Da - 2021: für das Lied I Saw Her Standing There - 2022: für die Single Get Back - 2022: für das Lied A Day In The Life - 2022: für die Single Ticket to Ride - 2022: für die Single Back in the U.S.S.R. - 2022: für die Single Can’t Buy Me Love - 2022: für die Single Day Tripper - 2023: für die Single The Long and Winding Road - 2023: für die Single Eight Days a Week - 2023: für das Album Past Masters - 2023: für die Single And I Love Her - 2024: für die Single Now and Then - 2024: für das Lied I Am the Walrus - 2024: für das Lied Across the Universe - 2024: für das Lied Golden Slumbers - 2024: für die Single All My Loving - 2024: für das Lied Drive My Car - 2024: für das Lied Octopus’s Garden - 2024: für die Single Hello, Goodbye - 2025: für die Single Michelle - 2025: für die Single We Can Work it Out - 2025: für das Lied Here, There and Everywhere - 2025: für das Lied You’ve Got to Hide Your Love Away - Argentinien - 1990: für das Album With the Beatles - 1991: für das Album Past Masters · Volume One - 1991: für das Album Past Masters · Volume Two - 1991: für das Album Magical Mystery Tour - 1996: für das Album Anthology 2 - 1998: für das Album The Beatles - 1999: für das Album Yellow Submarine (Release August 1999) - 2006: für das Album Love - Australien - 1996: für das Album Anthology 2 - 1996: für das Album Anthology 3 - 1999: für das Album The Beatles Box - 2003: für das Album Let It Be… Naked - 2004: für das Videoalbum The First US Visit - 2007: für das Videoalbum Help! - 2009: für das Album A Hard Day’s Night - 2009: für das Album Beatles for Sale - 2009: für das Album Help! - 2009: für das Album Past Masters · Volume One - 2009: für das Album Past Masters · Volume Two - 2009: für das Album Please Please Me - 2009: für das Album With the Beatles - Belgien - 1996: für das Album Anthology 2 - 2006: für das Album Love - Brasilien - 1995: für das Album Live at the BBC - 1997: für das Album Sgt. Pepper’s Lonely Hearts Club Band - 1999: für das Album Revolver - 2001: für das Album Rubber Soul - 2024: für das Lied Here Comes the Sun - 2024: für die Single Come Together - 2024: für die Single Let It Be - Dänemark - 2008: für das Album The Beatles 1962–1966, Red Album - 2021: für die Single Let It Be - 2021: für das Album The Beatles - 2022: für das Lied Blackbird - 2023: für die Single Yesterday - 2023: für die Single Come Together - 2024: für die Single Hey Jude - 2024: für die Single Help! - Deutschland - 1993: für das Album With the Beatles - 1993: für das Album Rubber Soul - 1995: für das Album Live at the BBC - 1995: für das Album Anthology 1 - 2003: für das Album Let It Be… Naked - 2023: für das Lied Here Comes the Sun - 2023: für die Single Let It Be - Finnland - 1980: für das Album 20 Golden Greats - Frankreich - 1977: für das Album Abbey Road - 1977: für das Album Double Blanc - 1977: für das Album Let It Be - 1977: für das Album The Beatles at the Hollywood Bowl - 1978: für das Album Rock ’n’ Roll Music – Vol. 1 - 1978: für das Album The Beatles’ First - 1978: für das Album Sgt. Pepper’s Lonely Hearts Club Band - 1996: für das Album Anthology 2 - 2004: für das Videoalbum The Beatles Anthology - 2010: für das Album The Beatles 1962–1966, Red Album (Remastered) - 2010: für das Album The Beatles 1967–1970, Blue Album (Remastered) - 2011: für das Album Abbey Road (remastered) - 2012: für das Videoalbum Yellow Submarine - 2020: für die Single Let It Be - Griechenland - 2007: für das Album Love - 2013: für das Album 1 - Hongkong - 1982: für das Album Beatles Ballads - Israel - 1997: für das Album The Beatles 1962–1966, Red Album - 1997: für das Album The Beatles 1967–1970, Blue Album - Irland - 2013: für das Album Live at the BBC - Italien - 2019: für die Single Twist and Shout - 2019: für die Single Yesterday - 2019: für das Album Revolver - 2020: für das Album Let It Be - 2020: für das Album The Beatles 1962–1966, Red Album - 2022: für das Album Help! - 2022: für das Album Rubber Soul - 2024: für die Single Help! - Japan - 1996: für das Album Anthology 3 - 2009: für das Album Stereo Box Set - 2010: für das Album The Beatles 1962–1966, Red Album (remastered) - 2010: für das Album The Beatles 1967–1970, Blue Album (remastered) - Kanada - 1980: für das Album Rarities - 1982: für das Album Reel Music - 1987: für das Album Beatles Ballads - 1995: für das Album Beatlemania - 1995: für das Album Beatles for Sale - 1995: für das Album Beatles VI - 1995: für das Album Something New - 1995: für das Album Please Please Me - 1995: für das Album Long Tall Sally - 1995: für das Album Past Masters · Volume Two - 1995: für das Album Yellow Submarine - 1995: für das Album With the Beatles - 2010: für das Album Past Masters · Volume One - 2010: für das Album The Beatles (Remaster) - Mexiko - 2004: für das Videoalbum The First US Visit - 2006: für das Album Love - Neuseeland - 2009: für das Album Magical Mystery Tour - 2009: für das Album Yellow Submarine - 2009: für das Album Please Please Me - 2009: für das Album With the Beatles - 2009: für das Album Past Masters · Volume One - 2009: für das Album Past Masters · Volume Two - 2021: für das Lied While My Guitar Gently Weeps - 2021: für die Single Something - 2021: für die Single Eleanor Rigby - 2021: für die Single Help! - 2022: für die Single Ob-La-Di, Ob-La-Da - 2022: für das Lied Lucy In The Sky With Diamonds - 2022: für die Single Yellow Submarine - 2022: für die Single Love Me Do - 2023: für die Single All You Need is Love - 2023: für das Lied Norwegian Wood - 2023: für die Single Get Back - 2023: für die Single A Hard Day’s Night - 2023: für die Single Strawberry Fields Forever - 2024: für die Single Penny Lane - 2024: für das Lied Don't Let Me Down - 2024: für das Lied I Saw Her Standing There - Niederlande - 1994: für das Album Live at the BBC - 1994: für das Album The Beatles 1967–1970, Blue Album - 1995: für das Album Anthology 1 - 2007: für das Album Love - Norwegen - 1996: für das Album Anthology 1 - 1997: für das Album The Beatles 1967–1970, Blue Album - Österreich - 1994: für das Album Live at the BBC - 1995: für das Album Anthology 1 - Polen - 2000: für das Album Anthology 1 - 2003: für das Videoalbum The Beatles Anthology - Portugal - 2006: für das Album Love - 2020: für die Single Yesterday - 2024: für das Album Abbey Road - Schweden - 1993: für das Album Special Utgivning - 1995: für das Album Anthology 1 - 2003: für das Album Let It Be… Naked - 2006: für das Album Love - Schweiz - 1994: für das Album Live at the BBC - Spanien - 2003: für das Album Let It Be… Naked - 2003: für das Videoalbum The Beatles Anthology - 2017: für das Videoalbum 1+ - 2024: für die Single Help! - 2024: für die Single I Want to Hold Your Hand - 2024: für das Lied Blackbird - 2024: für das Lied In My Life - 2024: für die Single Something - Vereinigte Staaten - 1964: für das Album The Beatles’ Story - 1964: für die Single Can’t Buy Me Love - 1964: für die Single I Feel Fine - 1964: für die Single I Want to Hold Your Hand - 1994: für die Single A Hard Day’s Night - 1965: für die Single Eight Days a Week - 1965: für die Single Help! - 1965: für die Single Yesterday - 1966: für die Single Nowhere Man - 1966: für die Single Paperback Writer - 1966: für die Single We Can Work it Out - 1966: für die Single Yellow Submarine - 1967: für die Single All You Need is Love - 1967: für die Single Penny Lane - 1967: für die Single Hello, Goodbye - 1969: für die Single The Ballad of John and Yoko - 1982: für das Album Reel Music - 1996: für die Single Free as a Bird - 1996: für die Single Real Love - 1997: für das Album Rarities - 1997: für das Album With the Beatles - 1999: für die Single Got to Get You into My Life - 1999: für das Album Yellow Submarine Songtrack - 2006: für das Album The Capitol Albums, Vol. II - 2014: für die Single Do You Want to Know a Secret - 2015: für das Videoalbum Magical Mystery Tour - Vereinigtes Königreich - 1977: für das Album Rock ’n’ Roll Music - 1977: für das Album Beatles at the Hollywood Bowl - 1979: für das Album The Beatles featuring Tony Sheridan - 1981: für das Album Beatles Ballads - 1983: für das Album Magical Mystery Tour - 1983: für das Album Love Songs - 1999: für das Album Yellow Submarine Songtrack - 2003: für das Album Let It Be… Naked - 2013: für das Album Beatles for Sale - 2013: für das Album Past Masters · Volume One - 2013: für das Album Past Masters · Volume Two - 2013: für das Album With the Beatles - 2013: für das Videoalbum The First US Visit - 2016: für das Album Yellow Submarine - 2023: für die Single I Want to Hold Your Hand - 2023: für das Videoalbum The Beatles: Get Back - 2023: für das Lied While My Guitar Gently Weeps - 2024: für das Lied Blackbird - 2024: für die Single All You Need is Love - 2025: für die Single Penny Lane - 2025: für die Single Strawberry Fields Forever - 2025: für die Single Yellow Submarine - 2025: für die Single Love Me Do - 2025: für das Lied Lucy In The Sky With Diamonds - 2025: für das Lied Norwegian Wood | - Argentinien - 1987: für das Album Yellow Submarine (Release April 1987) - 1991: für das Album Beatles for Sale - 1991: für das Album Help! - 1991: für das Album Please Please Me - 1991: für das Album Album Blanco - 1991: für das Album Yeah Yeah Yeah - 1993: für das Album The Beatles 1962–1966, Red Album - 1994: für das Album Live at the BBC - 1999: für das Album The Beatles 1967–1970, Blue Album - 2004: für das Videoalbum The First US Visit - 2003: für das Videoalbum The Beatles Anthology - Australien - 1996: für das Album Live at the BBC - 2003: für das Videoalbum The Beatles Anthology - 2009: für das Album Let It Be - 2009: für das Album Magical Mystery Tour - 2009: für das Album Revolver - 2009: für das Album Rubber Soul - Belgien - 1995: für das Album Anthology 1 - 1996: für das Album The Beatles 1967–1970, Blue Album - 2022: für das Album Abbey Road - Brasilien - 2001: für das Album 1 - 2025: für die Single Now and Then - Chile - 2001: für das Album 1 - Dänemark - 2010: für das Album Love - 2016: für das Album Let It Be - 2020: für das Album Please Please Me - 2021: für das Album 1 (Universal) - Deutschland - 1993: für das Album Sgt. Pepper’s Lonely Hearts Club Band - 1993: für das Album Abbey Road - 2003: für das Videoalbum The Beatles Anthology - Finnland - 2000: für das Album 1 - Frankreich - 1980: für das Album The Beatles 1962–1966, Red Album - 1995: für das Album Live at the BBC - 2006: für das Album Love - 2007: für das Videoalbum Help! - Indien - 1995: für das Album Live at the BBC - Italien - 2019: für das Album Sgt. Pepper’s Lonely Hearts Club Band - 2021: für das Lied Here Comes The Sun - 2021: für die Single Let It Be - 2021: für die Single Come Together - 2022: für das Album The Beatles - 2024: für die Single Hey Jude - 2025: für das Album The Beatles 1967–1970, Blue Album - Japan - 1994: für das Album Live at the BBC - 1996: für das Album Anthology 2 - 1999: für das Album Yellow Submarine - 2006: für das Album Love - Kanada - 1995: für das Album A Hard Day’s Night - 1995: für das Album Beatles '65 - 1995: für das Album Love Songs - 1995: für das Album The Beatles’ Second Album - 1995: für das Album Meet the Beatles! - 1995: für das Album The Early Beatles - 1995: für das Album Live at the Hollywood Bowl - 1995: für das Album Domestic Collection Box Set - 1995: für das Album Yesterday … and Today - 2010: für das Album Mono Boxed Set - 2013: für das Album On Air – Live at the BBC Volume 2 - 2017: für das Videoalbum Eight Days a Week: The Touring Years - Kolumbien - 2001: für das Album 1 - Mexiko - 2004: für das Videoalbum The Beatles Anthology - Neuseeland - 1981: für das Album Beatles Ballads - 1995: für das Album Anthology 1 - 1997: für das Album Live at the BBC - 2006: für das Album Love - 2009: für das Album A Hard Day’s Night - 2009: für das Album Beatles for Sale - 2009: für das Album Help! - 2009: für das Album Rubber Soul - 2009: für das Album Revolver - 2022: für die Single Yesterday - 2022: für das Lied Blackbird - 2022: für die Single Twist and Shout - 2024: für die Single I Want to Hold Your Hand - 2024: für das Lied In My Life - Polen - 2002: für das Album 1 - 2007: für das Album Love - Schweden - 1993: für das Album The Beatles 1967–1970, Blue Album - 1993: für das Album The Beatles 1962–1966, Red Album - Schweiz - 1993: für das Album The Beatles 1967–1970, Blue Album - 1994: für das Album The Beatles 1962–1966, Red Album - 1995: für das Album Anthology 1 - 2006: für das Album Love - Spanien - 1996: für das Album Anthology 1 - 1995: für das Album Live at the BBC - 2006: für das Album Love - 2008: für das Videoalbum Help! - 2024: für die Single Let It Be - 2024: für die Single Yesterday - 2024: für die Single Come Together - 2024: für die Single Hey Jude - 2024: für die Single Twist and Shout - Vereinigte Staaten - 1976: für das Album Rock ’n’ Roll Music - 1977: für das Album The Beatles at the Hollywood Bowl - 1991: für das Album Yellow Submarine - 1997: für das Album Beatles VI - 1997: für das Album Past Masters · Volume One - 1997: für das Album Past Masters · Volume Two - 1997: für das Album Rock ’n’ Roll Music – Vol. 1 - 1997: für das Album Rock ’n’ Roll Music – Vol. 2 - 1997: für das Album Please Please Me - 1997: für das Album The Early Beatles - 1999: für die Single Lady Madonna - 1999: für die Single The Long and Winding Road - 2001: für das Album Beatles for Sale - 2001: für das Album The Beatles Box Set - 2003: für das Album Let It Be… Naked - 2004: für das Album The Capitol Albums, Vol. I - 2010: für das Album The Beatles in Mono - 2014: für das Album Introducing… The Beatles - 2014: für die Single Love Me Do - 2014: für die Single Please Please Me - 2014: für die Single Twist and Shout - 2017: für das Videoalbum Eight Days a Week: The Touring Years - Vereinigtes Königreich - 1983: für das Album 20 Greatest Hits - 1997: für das Album Anthology 2 - 2013: für das Album Help! - 2013: für das Album Magical Mystery Tour - 2014: für das Album A Hard Day’s Night - 2019: für das Album Let It Be - 2020: für das Album Please Please Me - 2021: für die Single Come Together - 2021: für die Single Hey Jude - 2022: für die Single Twist and Shout - 2023: für die Single Yesterday - 2023: für das Lied In My Life - 2024: für die Single Eleanor Rigby - 2024: für die Single Help! (Digital) - 2024: für das Album Anthology 3 - 2025: für die Single Something - Deutschland - 2007: für das Album Love - Argentinien - 1990: für das Album Sgt. Pepper’s Lonely Hearts Club Band (Release August 1990) - 1991: für das Album Rubber Soul - 1991: für das Album Let It Be - 2004: für das Album 1 - Australien - 1995: für das Album Anthology 1 - 2007: für das Album Love - 2009: für das Album The Beatles - Dänemark - 2024: für das Lied Here Comes The Sun - Europa - 1995: für das Album Live at the BBC - 1998: für das Album Anthology 1 - 2007: für das Album Love - Frankreich - 1993: für das Album The Beatles 1967–1970, Blue Album - 2000: für das Album 1 - Italien - 2020: für das Album 1 - 2022: für das Album Abbey Road - Japan - 1995: für das Album The Beatles 1967–1970, Blue Album - 1995: für das Album The Beatles 1962–1966, Red Album - 1995: für das Album Anthology 1 - 2003: für das Album Let It Be… Naked - Kanada - 1995: für das Album Help! - 1995: für das Album Revolver - 1995: für das Album Rock ’n’ Roll Music – Vol. 1 - 1995: für das Album Rock ’n’ Roll Music – Vol. 2 - 1995: für das Album Rubber Soul - 1996: für das Album Anthology 3 - 2006: für das Album Love - 2016: für das Videoalbum 1+ - Neuseeland - 1983: für das Album Beatles Greatest Hits - 2009: für das Album Let It Be - 2009: für das Album The Beatles - 2023: für die Single Come Together - 2023: für die Single Let It Be - 2024: für die Single Hey Jude - Niederlande - 2001: für das Album 1 - Schweden - 2000: für das Album 1 - Spanien - 1993: für das Album The Beatles 1967–1970, Blue Album - 1993: für das Album The Beatles 1962–1966, Red Album - 2024: für das Lied Here Comes the Sun - Taiwan - 2002: für das Album 1 - Vereinigte Staaten - 1997: für das Album 20 Greatest Hits - 1997: für das Album Something New - 1997: für das Album The Beatles’ Second Album - 1997: für das Album Yesterday … and Today - 1999: für die Single Get Back - 1999: für die Single Let It Be - 1999: für die Single Something - 2004: für das Videoalbum The First US Visit - 2010: für das Album Love - Vereinigtes Königreich - 1995: für das Album Live at the BBC - 1995: für das Album Anthology 1 - 2006: für das Album Love - 2013: für das Videoalbum The Beatles Anthology - 2015: für das Album Revolver - 2019: für das Album The Beatles - 2021: für das Album Rubber Soul - 2024: für die Single Let It Be | - Argentinien - 1987: für das Album Sgt. Pepper’s Lonely Hearts Club Band (Release April 1987) - Australien - 2009: für das Album Abbey Road - Dänemark - 2022: für das Album The Beatles 1967–1970, Blue Album - 2023: für die Single Sgt. Pepper’s Lonely Hearts Club Band - Deutschland - 1993: für das Album The Beatles 1967–1970, Blue Album - Irland - 2006: für das Album Love - Kanada - 1995: für das Album Twist and Shout - 1995: für das Album 20 Greatest Hits - Norwegen - 2001: für das Album 1 - Österreich - 1994: für das Album The Beatles 1962–1966, Red Album - 1997: für das Album The Beatles 1967–1970, Blue Album - 2001: für das Album 1 - Portugal - 2009: für das Album 1 - Schweiz - 2001: für das Album 1 - Vereinigte Staaten - 1991: für das Album Hey Jude - 1997: für das Album Beatles '65 - 1997: für das Album Anthology 3 - 1997: für das Album Help! - 2000: für das Album Love Songs - 2010: für das Album Beatles in Stereo - Vereinigtes Königreich - 2023: für das Album The Beatles 1962–1966, Red Album - Australien - 2009: für das Album Sgt. Pepper’s Lonely Hearts Club Band - Dänemark - 2001: für das Album 1 (EMI Music) - 2024: für das Album Abbey Road - Deutschland - 1994: für das Album The Beatles 1962–1966, Red Album - Kanada - 1995: für das Album Hey Jude - 1995: für das Album Magical Mystery Tour - 1996: für das Album Anthology 2 - 2022: für das Album Let It Be - Neuseeland - 1994: für das Album The Beatles 1967–1970, Blue Album - 1994: für das Album The Beatles 1962–1966, Red Album - Vereinigte Staaten - 1995: für das Album Live at the BBC - 1998: für das Album Anthology 2 - 1999: für die Single Hey Jude - 2000: für das Album A Hard Day’s Night - 2000: für das Album Let It Be - Vereinigtes Königreich - 2024: für das Album The Beatles 1967–1970, Blue Album - 2025: für das Lied Here Comes The Sun - Australien - 2009: für das Album The Beatles 1962–1966, Red Album - 2009: für das Album The Beatles 1967–1970, Blue Album - Belgien - 2007: für das Album 1 - Neuseeland - 2009: für das Album Abbey Road - 2024: für das Lied Here Comes the Sun - Spanien - 2001: für das Album 1 - Vereinigte Staaten - 1991: für das Album Meet The Beatles! - 2000: für das Album Revolver - 2012: für das Videoalbum Help! - Vereinigtes Königreich - 2023: für das Videoalbum Eight Days a Week: The Touring Years - Deutschland - 2007: für das Album 1 - Neuseeland - 2009: für das Album Sgt. Pepper’s Lonely Hearts Club Band - Vereinigte Staaten - 1997: für das Album Rubber Soul - 2000: für das Album Magical Mystery Tour - Kanada - 1995: für das Album Live at the BBC - 1995: für das Album Sgt. Pepper’s Lonely Hearts Club Band - 1995: für das Album The Beatles - 2008: für das Videoalbum Help! - Vereinigte Staaten - 1996: für das Album Anthology 1 - Vereinigtes Königreich - 2021: für das Album Abbey Road - Europa - 2007: für das Album 1 - Kanada - 1996: für das Album Anthology 1 - Australien - 2009: für das Album 1 - Vereinigte Staaten - 1997: für das Album Sgt. Pepper’s Lonely Hearts Club Band - 2010: für das Album 1 - Vereinigte Staaten - 2001: für das Album Abbey Road - Vereinigte Staaten - 2003: für das Video-Boxset DVD Anthology - Vereinigtes Königreich - 2023: für das Album 1 - Neuseeland - 2009: für das Album 1 - Vereinigte Staaten - 2001: für das Album The Beatles 1962–1966, Red Album - Vereinigte Staaten - 2010: für das Album The Beatles 1967–1970, Blue Album - Vereinigtes Königreich - 2020: für das Album Sgt. Pepper’s Lonely Hearts Club Band - Vereinigte Staaten - 2019: für das Album The Beatles - Argentinien - für das Album Abbey Road - Kanada - 1995: für das Album Abbey Road - 1995: für das Album The Beatles 1962–1966, Red Album - 1995: für das Album The Beatles 1967–1970, Blue Album - 2001: für das Album 1 - 2010: für das Album Stereo Box Set - Japan - 2000: für das Album 1 - Kanada - 2003: für das Video-Boxset DVD Anthology |

## Auszeichnungen nach Alben

### 1
| Land/Region                  | Auszeichnungen für Musikverkäufe (Land/Region, Auszeichnung, Verkäufe) | Verkäufe    |
| ---------------------------- | ---------------------------------------------------------------------- | ----------- |
| Argentinien (CAPIF)          | 2× Platin                                                              | 120.000     |
| Australien (ARIA)            | 10× Platin                                                             | 750.000     |
| Belgien (BRMA)               | 5× Platin                                                              | (250.000)   |
| Brasilien (PMB)              | Platin                                                                 | 250.000     |
| Chile (IFPI)                 | Platin                                                                 | 25.000      |
| Dänemark (IFPI)              | 4× Platin (EMI Music) · + Platin (Universal)                           | (220.000)   |
| Deutschland (BVMI)           | 11× Gold                                                               | (1.650.000) |
| Europa (IFPI)                | 9× Platin                                                              | 9.000.000   |
| Finnland (IFPI)              | Platin                                                                 | (77.609)    |
| Frankreich (SNEP)            | 2× Platin                                                              | (600.000)   |
| Griechenland (IFPI)          | Gold                                                                   | (3.000)     |
| Italien (FIMI)               | 2× Platin                                                              | (100.000)   |
| Japan (RIAJ)                 | 2× Diamant                                                             | 2.000.000   |
| Kanada (MC)                  | Diamant                                                                | 1.081.000   |
| Kolumbien (ASINCOL)          | Gold                                                                   | 20.000      |
| Neuseeland (RMNZ)            | 15× Platin                                                             | 225.000     |
| Niederlande (NVPI)           | 2× Platin                                                              | (160.000)   |
| Norwegen (IFPI)              | 3× Platin                                                              | (150.000)   |
| Österreich (IFPI)            | 3× Platin                                                              | (150.000)   |
| Polen (ZPAV)                 | Platin                                                                 | (70.000)    |
| Portugal (AFP)               | 3× Platin                                                              | (60.000)    |
| Schweden (IFPI)              | 2× Platin                                                              | (160.000)   |
| Schweiz (IFPI)               | 3× Platin                                                              | (150.000)   |
| Spanien (Promusicae)         | 5× Platin                                                              | (500.000)   |
| Taiwan (RIT)                 | 2× Platin                                                              | 100.000     |
| Vereinigte Staaten (RIAA)    | 11× Platin                                                             | 12.410.000  |
| Vereinigtes Königreich (BPI) | 13× Platin                                                             | (3.900.000) |
| Insgesamt                    | 3× Gold · 97× Platin · 4× Diamant ·                                    | 25.981.000  |

### 20 Golden Greats
| Land/Region     | Auszeichnungen für Musikverkäufe (Land/Region, Auszeichnung, Verkäufe) | Verkäufe |
| --------------- | ---------------------------------------------------------------------- | -------- |
| Finnland (IFPI) | Gold                                                                   | 40.439   |
| Insgesamt       | 1× Gold ·                                                              | 40.439   |

### 20 Greatest Hits
| Land/Region                  | Auszeichnungen für Musikverkäufe (Land/Region, Auszeichnung, Verkäufe) | Verkäufe  |
| ---------------------------- | ---------------------------------------------------------------------- | --------- |
| Kanada (MC)                  | 3× Platin                                                              | 300.000   |
| Vereinigte Staaten (RIAA)    | 2× Platin                                                              | 2.000.000 |
| Vereinigtes Königreich (BPI) | Platin                                                                 | 300.000   |
| Insgesamt                    | 6× Platin ·                                                            | 2.600.000 |

### A Hard Day’s Night/Yeah Yeah Yeah
| Land/Region                  | Auszeichnungen für Musikverkäufe (Land/Region, Auszeichnung, Verkäufe) | Verkäufe                                          |
| ---------------------------- | ---------------------------------------------------------------------- | ------------------------------------------------- |
| Argentinien (CAPIF)          | Platin                                                                 | 60.000                                            |
| Australien (ARIA)            | Gold                                                                   | 35.000                                            |
| Kanada (MC)                  | Platin                                                                 | 100.000                                           |
| Neuseeland (RMNZ)            | Platin                                                                 | 15.000                                            |
| Vereinigte Staaten (RIAA)    | 4× Platin                                                              | 4.000.000                                         |
| Vereinigtes Königreich (BPI) | Platin (2009er Version)                                                | 600.000 (1964er Version) 300.000 (2009er Version) |
| Insgesamt                    | 1× Gold · 8× Platin ·                                                  | 5.110.000                                         |

### Abbey Road
| Land/Region                  | Auszeichnungen für Musikverkäufe (Land/Region, Auszeichnung, Verkäufe) | Verkäufe   |
| ---------------------------- | ---------------------------------------------------------------------- | ---------- |
| Argentinien (CAPIF)          | Diamant                                                                | 500.000    |
| Australien (ARIA)            | 3× Platin                                                              | 210.000    |
| Belgien (BRMA)               | Platin                                                                 | 50.000     |
| Dänemark (IFPI)              | 4× Platin                                                              | 80.000     |
| Deutschland (BVMI)           | Platin                                                                 | 500.000    |
| Frankreich (SNEP)            | Gold (Original) · + Gold (Remastered)                                  | 150.000    |
| Italien (FIMI)               | 2× Platin                                                              | 100.000    |
| Kanada (MC)                  | Diamant                                                                | 1.000.000  |
| Neuseeland (RMNZ)            | 5× Platin                                                              | 75.000     |
| Portugal (AFP)               | Gold                                                                   | 3.500      |
| Vereinigte Staaten (RIAA)    | 12× Platin                                                             | 12.000.000 |
| Vereinigtes Königreich (BPI) | 8× Platin                                                              | 2.400.000  |
| Insgesamt                    | 3× Gold · 26× Platin · 3× Diamant ·                                    | 17.068.500 |

### Anthology 1
| Land/Region                  | Auszeichnungen für Musikverkäufe (Land/Region, Auszeichnung, Verkäufe) | Verkäufe  |
| ---------------------------- | ---------------------------------------------------------------------- | --------- |
| Australien (ARIA)            | 2× Platin                                                              | 140.000   |
| Belgien (BRMA)               | Platin                                                                 | (50.000)  |
| Deutschland (BVMI)           | Gold                                                                   | (250.000) |
| Europa (IFPI)                | 2× Platin                                                              | 2.000.000 |
| Japan (RIAJ)                 | 2× Platin                                                              | 400.000   |
| Kanada (MC)                  | 9× Platin                                                              | 900.000   |
| Neuseeland (RMNZ)            | Platin                                                                 | 15.000    |
| Niederlande (NVPI)           | Gold                                                                   | (50.000)  |
| Norwegen (IFPI)              | Gold                                                                   | (25.000)  |
| Österreich (IFPI)            | Gold                                                                   | (25.000)  |
| Polen (ZPAV)                 | Gold                                                                   | (50.000)  |
| Schweden (IFPI)              | Gold                                                                   | (50.000)  |
| Schweiz (IFPI)               | Platin                                                                 | (50.000)  |
| Spanien (Promusicae)         | Platin                                                                 | (100.000) |
| Vereinigte Staaten (RIAA)    | 8× Platin                                                              | 4.000.000 |
| Vereinigtes Königreich (BPI) | 2× Platin                                                              | (600.000) |
| Insgesamt                    | 6× Gold · 29× Platin ·                                                 | 7.455.000 |

### Anthology 2
| Land/Region                  | Auszeichnungen für Musikverkäufe (Land/Region, Auszeichnung, Verkäufe) | Verkäufe  |
| ---------------------------- | ---------------------------------------------------------------------- | --------- |
| Argentinien (CAPIF)          | Gold                                                                   | 30.000    |
| Australien (ARIA)            | Gold                                                                   | 35.000    |
| Belgien (BRMA)               | Gold                                                                   | 25.000    |
| Frankreich (SNEP)            | Gold                                                                   | 100.000   |
| Japan (RIAJ)                 | Platin                                                                 | 200.000   |
| Kanada (MC)                  | 4× Platin                                                              | 400.000   |
| Vereinigte Staaten (RIAA)    | 4× Platin                                                              | 2.000.000 |
| Vereinigtes Königreich (BPI) | Platin                                                                 | 300.000   |
| Insgesamt                    | 4× Gold · 10× Platin ·                                                 | 3.090.000 |

### Anthology 3
| Land/Region                  | Auszeichnungen für Musikverkäufe (Land/Region, Auszeichnung, Verkäufe) | Verkäufe  |
| ---------------------------- | ---------------------------------------------------------------------- | --------- |
| Australien (ARIA)            | Gold                                                                   | 35.000    |
| Japan (RIAJ)                 | Gold                                                                   | 100.000   |
| Kanada (MC)                  | 2× Platin                                                              | 200.000   |
| Vereinigte Staaten (RIAA)    | 3× Platin                                                              | 1.500.000 |
| Vereinigtes Königreich (BPI) | Platin                                                                 | 300.000   |
| Insgesamt                    | 2× Gold · 6× Platin ·                                                  | 2.135.000 |

### Beatles ’65
| Land/Region               | Auszeichnungen für Musikverkäufe (Land/Region, Auszeichnung, Verkäufe) | Verkäufe  |
| ------------------------- | ---------------------------------------------------------------------- | --------- |
| Kanada (MC)               | Platin                                                                 | 100.000   |
| Vereinigte Staaten (RIAA) | 3× Platin                                                              | 3.000.000 |
| Insgesamt                 | 4× Platin ·                                                            | 3.100.000 |

### Beatles VI
| Land/Region               | Auszeichnungen für Musikverkäufe (Land/Region, Auszeichnung, Verkäufe) | Verkäufe  |
| ------------------------- | ---------------------------------------------------------------------- | --------- |
| Kanada (MC)               | Gold                                                                   | 50.000    |
| Vereinigte Staaten (RIAA) | Platin                                                                 | 1.000.000 |
| Insgesamt                 | 1× Gold · 1× Platin ·                                                  | 1.050.000 |

### The Beatles Ballads
| Land/Region                  | Auszeichnungen für Musikverkäufe (Land/Region, Auszeichnung, Verkäufe) | Verkäufe |
| ---------------------------- | ---------------------------------------------------------------------- | -------- |
| Hongkong (IFPI/HKRIA)        | Gold                                                                   | 10.000   |
| Kanada (MC)                  | Gold                                                                   | 50.000   |
| Neuseeland (RMNZ)            | Platin                                                                 | 20.000   |
| Vereinigtes Königreich (BPI) | Gold                                                                   | 100.000  |
| Insgesamt                    | 3× Gold · 1× Platin ·                                                  | 180.000  |

### Beatles for Sale
| Land/Region                  | Auszeichnungen für Musikverkäufe (Land/Region, Auszeichnung, Verkäufe) | Verkäufe                                            |
| ---------------------------- | ---------------------------------------------------------------------- | --------------------------------------------------- |
| Argentinien (CAPIF)          | Platin                                                                 | 60.000                                              |
| Australien (ARIA)            | Gold                                                                   | 35.000                                              |
| Kanada (MC)                  | Gold                                                                   | 50.000                                              |
| Neuseeland (RMNZ)            | Platin                                                                 | 15.000                                              |
| Vereinigte Staaten (RIAA)    | Platin (1987er Version)                                                | 750.000 (1964er Version) 1.000.000 (1987er Version) |
| Vereinigtes Königreich (BPI) | Gold (2009er Version)                                                  | 750.000 (1964er Version) 100.000 (2009er Version)   |
| Insgesamt                    | 3× Gold · 3× Platin ·                                                  | 2.760.000                                           |

### Beatles Greatest Hits
| Land/Region       | Auszeichnungen für Musikverkäufe (Land/Region, Auszeichnung, Verkäufe) | Verkäufe |
| ----------------- | ---------------------------------------------------------------------- | -------- |
| Neuseeland (RMNZ) | Platin                                                                 | 40.000   |
| Insgesamt         | 1× Platin ·                                                            | 40.000   |

### The Beatles Box Set
| Land/Region               | Auszeichnungen für Musikverkäufe (Land/Region, Auszeichnung, Verkäufe) | Verkäufe |
| ------------------------- | ---------------------------------------------------------------------- | -------- |
| Vereinigte Staaten (RIAA) | Platin                                                                 | 72.000   |
| Insgesamt                 | 1× Platin ·                                                            | 72.000   |

### Domestic Collection Box Set
| Land/Region | Auszeichnungen für Musikverkäufe (Land/Region, Auszeichnung, Verkäufe) | Verkäufe |
| ----------- | ---------------------------------------------------------------------- | -------- |
| Kanada (MC) | Platin                                                                 | 100.000  |
| Insgesamt   | 1× Platin ·                                                            | 100.000  |

### Help!
| Land/Region                  | Auszeichnungen für Musikverkäufe (Land/Region, Auszeichnung, Verkäufe) | Verkäufe  |
| ---------------------------- | ---------------------------------------------------------------------- | --------- |
| Argentinien (CAPIF)          | Platin                                                                 | 60.000    |
| Australien (ARIA)            | Gold                                                                   | 35.000    |
| Italien (FIMI)               | Gold                                                                   | 25.000    |
| Kanada (MC)                  | 2× Platin                                                              | 200.000   |
| Neuseeland (RMNZ)            | Platin                                                                 | 15.000    |
| Vereinigte Staaten (RIAA)    | 3× Platin                                                              | 3.000.000 |
| Vereinigtes Königreich (BPI) | Platin                                                                 | 300.000   |
| Insgesamt                    | 2× Gold · 8× Platin ·                                                  | 3.635.000 |

### Hey Jude
| Land/Region               | Auszeichnungen für Musikverkäufe (Land/Region, Auszeichnung, Verkäufe) | Verkäufe  |
| ------------------------- | ---------------------------------------------------------------------- | --------- |
| Kanada (MC)               | 4× Platin                                                              | 400.000   |
| Vereinigte Staaten (RIAA) | 3× Platin                                                              | 3.750.000 |
| Insgesamt                 | 7× Platin ·                                                            | 4.150.000 |

### Introducing… The Beatles
| Land/Region               | Auszeichnungen für Musikverkäufe (Land/Region, Auszeichnung, Verkäufe) | Verkäufe  |
| ------------------------- | ---------------------------------------------------------------------- | --------- |
| Vereinigte Staaten (RIAA) | Platin                                                                 | 1.000.000 |
| Insgesamt                 | 1× Platin ·                                                            | 1.000.000 |

### Let It Be
| Land/Region                  | Auszeichnungen für Musikverkäufe (Land/Region, Auszeichnung, Verkäufe) | Verkäufe  |
| ---------------------------- | ---------------------------------------------------------------------- | --------- |
| Argentinien (CAPIF)          | 2× Platin                                                              | 120.000   |
| Australien (ARIA)            | Platin                                                                 | 70.000    |
| Dänemark (IFPI)              | Platin                                                                 | 20.000    |
| Frankreich (SNEP)            | Gold                                                                   | 100.000   |
| Italien (FIMI)               | Gold                                                                   | 25.000    |
| Kanada (MC)                  | 4× Platin                                                              | 400.000   |
| Neuseeland (RMNZ)            | 2× Platin                                                              | 30.000    |
| Vereinigte Staaten (RIAA)    | 4× Platin                                                              | 4.000.000 |
| Vereinigtes Königreich (BPI) | Platin                                                                 | 300.000   |
| Insgesamt                    | 2× Gold · 15× Platin ·                                                 | 5.045.000 |

### Let It Be… Naked
| Land/Region                  | Auszeichnungen für Musikverkäufe (Land/Region, Auszeichnung, Verkäufe) | Verkäufe  |
| ---------------------------- | ---------------------------------------------------------------------- | --------- |
| Australien (ARIA)            | Gold                                                                   | 35.000    |
| Deutschland (BVMI)           | Gold                                                                   | 100.000   |
| Japan (RIAJ)                 | 2× Platin                                                              | 500.000   |
| Schweden (IFPI)              | Gold                                                                   | 30.000    |
| Spanien (Promusicae)         | Gold                                                                   | 50.000    |
| Vereinigte Staaten (RIAA)    | Platin                                                                 | 1.000.000 |
| Vereinigtes Königreich (BPI) | Gold                                                                   | 100.000   |
| Insgesamt                    | 5× Gold · 3× Platin ·                                                  | 1.815.000 |

### Live at the BBC
| Land/Region                  | Auszeichnungen für Musikverkäufe (Land/Region, Auszeichnung, Verkäufe) | Verkäufe  |
| ---------------------------- | ---------------------------------------------------------------------- | --------- |
| Argentinien (CAPIF)          | Platin                                                                 | 60.000    |
| Australien (ARIA)            | Platin                                                                 | 70.000    |
| Brasilien (PMB)              | Gold                                                                   | 100.000   |
| Deutschland (BVMI)           | Gold                                                                   | (250.000) |
| Europa (IFPI)                | 2× Platin                                                              | 2.000.000 |
| Frankreich (SNEP)            | Platin                                                                 | (300.000) |
| Indien (IMI)                 | Platin                                                                 | 50.000    |
| Irland (IRMA)                | Gold                                                                   | (7.500)   |
| Japan (RIAJ)                 | Platin                                                                 | 200.000   |
| Kanada (MC)                  | 8× Platin                                                              | 800.000   |
| Neuseeland (RMNZ)            | Platin                                                                 | 15.000    |
| Niederlande (NVPI)           | Gold                                                                   | (50.000)  |
| Österreich (IFPI)            | Gold                                                                   | (25.000)  |
| Schweiz (IFPI)               | Gold                                                                   | (25.000)  |
| Spanien (Promusicae)         | Platin                                                                 | (100.000) |
| Vereinigte Staaten (RIAA)    | 4× Platin                                                              | 2.000.000 |
| Vereinigtes Königreich (BPI) | 2× Platin                                                              | (600.000) |
| Insgesamt                    | 6× Gold · 23× Platin ·                                                 | 5.295.000 |

### Long Tall Sally
| Land/Region                  | Auszeichnungen für Musikverkäufe (Land/Region, Auszeichnung, Verkäufe) | Verkäufe |
| ---------------------------- | ---------------------------------------------------------------------- | -------- |
| Kanada (MC)                  | Gold                                                                   | 50.000   |
| Vereinigtes Königreich (BPI) | —                                                                      | 250.000  |
| Insgesamt                    | 1× Gold ·                                                              | 300.000  |

### Love
| Land/Region                  | Auszeichnungen für Musikverkäufe (Land/Region, Auszeichnung, Verkäufe) | Verkäufe  |
| ---------------------------- | ---------------------------------------------------------------------- | --------- |
| Argentinien (CAPIF)          | Gold                                                                   | 20.000    |
| Australien (ARIA)            | 2× Platin                                                              | 140.000   |
| Belgien (BRMA)               | Gold                                                                   | (25.000)  |
| Dänemark (IFPI)              | Platin                                                                 | (40.000)  |
| Deutschland (BVMI)           | 3× Gold                                                                | (300.000) |
| Europa (IFPI)                | 2× Platin                                                              | 2.000.000 |
| Frankreich (SNEP)            | Platin                                                                 | (200.000) |
| Griechenland (IFPI)          | Gold                                                                   | (10.000)  |
| Irland (IRMA)                | 3× Platin                                                              | (45.000)  |
| Japan (RIAJ)                 | Platin                                                                 | 250.000   |
| Kanada (MC)                  | 2× Platin                                                              | 200.000   |
| Mexiko (AMPROFON)            | Gold                                                                   | 50.000    |
| Neuseeland (RMNZ)            | Platin                                                                 | 15.000    |
| Niederlande (NVPI)           | Gold                                                                   | (35.000)  |
| Polen (ZPAV)                 | Platin                                                                 | (20.000)  |
| Portugal (AFP)               | Gold                                                                   | (10.000)  |
| Schweden (IFPI)              | Gold                                                                   | (20.000)  |
| Schweiz (IFPI)               | Platin                                                                 | (30.000)  |
| Spanien (Promusicae)         | Platin                                                                 | (80.000)  |
| Vereinigte Staaten (RIAA)    | 2× Platin                                                              | 2.000.000 |
| Vereinigtes Königreich (BPI) | 2× Platin                                                              | (600.000) |
| Insgesamt                    | 8× Gold · 18× Platin ·                                                 | 4.525.000 |

### Love Songs
| Land/Region                  | Auszeichnungen für Musikverkäufe (Land/Region, Auszeichnung, Verkäufe) | Verkäufe  |
| ---------------------------- | ---------------------------------------------------------------------- | --------- |
| Kanada (MC)                  | Platin                                                                 | 100.000   |
| Vereinigte Staaten (RIAA)    | 3× Platin                                                              | 1.500.000 |
| Vereinigtes Königreich (BPI) | Gold                                                                   | 100.000   |
| Insgesamt                    | 1× Gold · 4× Platin ·                                                  | 1.700.000 |

### Magical Mystery Tour
| Land/Region                  | Auszeichnungen für Musikverkäufe (Land/Region, Auszeichnung, Verkäufe) | Verkäufe                             |
| ---------------------------- | ---------------------------------------------------------------------- | ------------------------------------ |
| Argentinien (CAPIF)          | Gold                                                                   | 30.000                               |
| Australien (ARIA)            | Platin                                                                 | 70.000                               |
| Kanada (MC)                  | 4× Platin                                                              | 400.000                              |
| Neuseeland (RMNZ)            | Gold                                                                   | 7.500                                |
| Vereinigte Staaten (RIAA)    | 6× Platin                                                              | 6.000.000                            |
| Vereinigtes Königreich (BPI) | Platin (Original) · + Gold (Reissue)                                   | 600.000 (Original) 100.000 (Reissue) |
| Insgesamt                    | 3× Gold · 12× Platin ·                                                 | 7.207.500                            |

### Meet the Beatles!
| Land/Region               | Auszeichnungen für Musikverkäufe (Land/Region, Auszeichnung, Verkäufe) | Verkäufe  |
| ------------------------- | ---------------------------------------------------------------------- | --------- |
| Kanada (MC)               | Platin                                                                 | 100.000   |
| Vereinigte Staaten (RIAA) | 5× Platin                                                              | 5.000.000 |
| Insgesamt                 | 6× Platin ·                                                            | 5.100.000 |

### On Air – Live at the BBC Volume 2
| Land/Region                  | Auszeichnungen für Musikverkäufe (Land/Region, Auszeichnung, Verkäufe) | Verkäufe |
| ---------------------------- | ---------------------------------------------------------------------- | -------- |
| Kanada (MC)                  | Platin                                                                 | 80.000   |
| Vereinigtes Königreich (BPI) | Silber                                                                 | 60.000   |
| Insgesamt                    | 1× Silber · 1× Platin ·                                                | 140.000  |

### Past Masters
| Land/Region                  | Auszeichnungen für Musikverkäufe (Land/Region, Auszeichnung, Verkäufe) | Verkäufe |
| ---------------------------- | ---------------------------------------------------------------------- | -------- |
| Vereinigtes Königreich (BPI) | Silber                                                                 | 60.000   |
| Insgesamt                    | 1× Silber ·                                                            | 60.000   |

### Past Masters · Volume One
| Land/Region                  | Auszeichnungen für Musikverkäufe (Land/Region, Auszeichnung, Verkäufe) | Verkäufe  |
| ---------------------------- | ---------------------------------------------------------------------- | --------- |
| Argentinien (CAPIF)          | Gold                                                                   | 30.000    |
| Australien (ARIA)            | Gold                                                                   | 35.000    |
| Kanada (MC)                  | Gold                                                                   | 40.000    |
| Neuseeland (RMNZ)            | Gold                                                                   | 7.500     |
| Vereinigte Staaten (RIAA)    | Platin                                                                 | 1.000.000 |
| Vereinigtes Königreich (BPI) | Gold                                                                   | 100.000   |
| Insgesamt                    | 5× Gold · 1× Platin ·                                                  | 1.172.500 |

### Past Masters · Volume Two
| Land/Region                  | Auszeichnungen für Musikverkäufe (Land/Region, Auszeichnung, Verkäufe) | Verkäufe  |
| ---------------------------- | ---------------------------------------------------------------------- | --------- |
| Argentinien (CAPIF)          | Gold                                                                   | 30.000    |
| Australien (ARIA)            | Gold                                                                   | 35.000    |
| Kanada (MC)                  | Gold                                                                   | 50.000    |
| Neuseeland (RMNZ)            | Gold                                                                   | 7.500     |
| Vereinigte Staaten (RIAA)    | Platin                                                                 | 1.000.000 |
| Vereinigtes Königreich (BPI) | Gold                                                                   | 100.000   |
| Insgesamt                    | 5× Gold · 1× Platin ·                                                  | 1.222.500 |

### Please Please Me
| Land/Region                  | Auszeichnungen für Musikverkäufe (Land/Region, Auszeichnung, Verkäufe) | Verkäufe                                          |
| ---------------------------- | ---------------------------------------------------------------------- | ------------------------------------------------- |
| Argentinien (CAPIF)          | Platin                                                                 | 60.000                                            |
| Australien (ARIA)            | Gold                                                                   | 35.000                                            |
| Dänemark (IFPI)              | Platin                                                                 | 20.000                                            |
| Kanada (MC)                  | Gold                                                                   | 50.000                                            |
| Neuseeland (RMNZ)            | Gold                                                                   | 7.500                                             |
| Vereinigte Staaten (RIAA)    | Platin                                                                 | 1.000.000                                         |
| Vereinigtes Königreich (BPI) | Platin (2009er Version)                                                | 500.000 (1963er Version) 300.000 (2009er Version) |
| Insgesamt                    | 3× Gold · 4× Platin ·                                                  | 1.972.500                                         |

### Rarities
| Land/Region                  | Auszeichnungen für Musikverkäufe (Land/Region, Auszeichnung, Verkäufe) | Verkäufe |
| ---------------------------- | ---------------------------------------------------------------------- | -------- |
| Kanada (MC)                  | Gold                                                                   | 50.000   |
| Vereinigte Staaten (RIAA)    | Gold                                                                   | 500.000  |
| Vereinigtes Königreich (BPI) | Silber                                                                 | 60.000   |
| Insgesamt                    | 1× Silber · 2× Gold ·                                                  | 610.000  |

### Reel Music
| Land/Region               | Auszeichnungen für Musikverkäufe (Land/Region, Auszeichnung, Verkäufe) | Verkäufe |
| ------------------------- | ---------------------------------------------------------------------- | -------- |
| Kanada (MC)               | Gold                                                                   | 50.000   |
| Vereinigte Staaten (RIAA) | Gold                                                                   | 500.000  |
| Insgesamt                 | 2× Gold ·                                                              | 550.000  |

### Revolver
| Land/Region                  | Auszeichnungen für Musikverkäufe (Land/Region, Auszeichnung, Verkäufe) | Verkäufe  |
| ---------------------------- | ---------------------------------------------------------------------- | --------- |
| Australien (ARIA)            | Platin                                                                 | 70.000    |
| Brasilien (PMB)              | Gold                                                                   | 100.000   |
| Italien (FIMI)               | Gold                                                                   | 25.000    |
| Kanada (MC)                  | 2× Platin                                                              | 200.000   |
| Neuseeland (RMNZ)            | Platin                                                                 | 15.000    |
| Vereinigte Staaten (RIAA)    | 5× Platin                                                              | 5.000.000 |
| Vereinigtes Königreich (BPI) | 2× Platin                                                              | 600.000   |
| Insgesamt                    | 2× Gold · 11× Platin ·                                                 | 6.010.000 |

### Rock ’n’ Roll Music
| Land/Region                  | Auszeichnungen für Musikverkäufe (Land/Region, Auszeichnung, Verkäufe) | Verkäufe |
| ---------------------------- | ---------------------------------------------------------------------- | -------- |
| Vereinigte Staaten (RIAA)    | Platin                                                                 | 500.000  |
| Vereinigtes Königreich (BPI) | Gold                                                                   | 100.000  |
| Insgesamt                    | 1× Gold · 1× Platin ·                                                  | 600.000  |

### Rock ’n’ Roll Music – Vol. 1
| Land/Region               | Auszeichnungen für Musikverkäufe (Land/Region, Auszeichnung, Verkäufe) | Verkäufe  |
| ------------------------- | ---------------------------------------------------------------------- | --------- |
| Frankreich (SNEP)         | Gold                                                                   | 100.000   |
| Kanada (MC)               | 2× Platin                                                              | 200.000   |
| Vereinigte Staaten (RIAA) | Platin                                                                 | 1.000.000 |
| Insgesamt                 | 1× Gold · 3× Platin ·                                                  | 1.300.000 |

### Rock ’n’ Roll Music – Vol. 2
| Land/Region               | Auszeichnungen für Musikverkäufe (Land/Region, Auszeichnung, Verkäufe) | Verkäufe  |
| ------------------------- | ---------------------------------------------------------------------- | --------- |
| Kanada (MC)               | 2× Platin                                                              | 200.000   |
| Vereinigte Staaten (RIAA) | Platin                                                                 | 1.000.000 |
| Insgesamt                 | 3× Platin ·                                                            | 1.200.000 |

### Rubber Soul
| Land/Region                  | Auszeichnungen für Musikverkäufe (Land/Region, Auszeichnung, Verkäufe) | Verkäufe                                          |
| ---------------------------- | ---------------------------------------------------------------------- | ------------------------------------------------- |
| Argentinien (CAPIF)          | 2× Platin                                                              | 120.000                                           |
| Australien (ARIA)            | Platin                                                                 | 70.000                                            |
| Brasilien (PMB)              | Gold                                                                   | 100.000                                           |
| Deutschland (BVMI)           | Gold                                                                   | 250.000                                           |
| Italien (FIMI)               | Gold                                                                   | 25.000                                            |
| Kanada (MC)                  | 2× Platin                                                              | 200.000                                           |
| Neuseeland (RMNZ)            | Platin                                                                 | 15.000                                            |
| Vereinigte Staaten (RIAA)    | 6× Platin                                                              | 6.000.000                                         |
| Vereinigtes Königreich (BPI) | 2× Platin (2009er)                                                     | 500.000 (1965er Version) 600.000 (2009er Version) |
| Insgesamt                    | 3× Gold · 14× Platin ·                                                 | 7.880.000                                         |

### Sgt. Pepper’s Lonely Hearts Club Band
| Land/Region                  | Auszeichnungen für Musikverkäufe (Land/Region, Auszeichnung, Verkäufe) | Verkäufe   |
| ---------------------------- | ---------------------------------------------------------------------- | ---------- |
| Argentinien (CAPIF)          | 3× Platin (VÖ 1987) · + 2× Platin (VÖ 1990)                            | 300.000    |
| Australien (ARIA)            | 4× Platin                                                              | 280.000    |
| Brasilien (PMB)              | Gold                                                                   | 100.000    |
| Dänemark (IFPI)              | 3× Platin                                                              | 60.000     |
| Deutschland (BVMI)           | Platin                                                                 | 500.000    |
| Frankreich (SNEP)            | Gold                                                                   | 100.000    |
| Italien (FIMI)               | Platin                                                                 | 50.000     |
| Kanada (MC)                  | 8× Platin                                                              | 800.000    |
| Neuseeland (RMNZ)            | 6× Platin                                                              | 90.000     |
| Vereinigte Staaten (RIAA)    | 11× Platin                                                             | 11.000.000 |
| Vereinigtes Königreich (BPI) | 18× Platin                                                             | 5.400.000  |
| Insgesamt                    | 2× Gold · 47× Platin · 1× Diamant ·                                    | 18.630.000 |

### Something New
| Land/Region               | Auszeichnungen für Musikverkäufe (Land/Region, Auszeichnung, Verkäufe) | Verkäufe  |
| ------------------------- | ---------------------------------------------------------------------- | --------- |
| Kanada (MC)               | Gold                                                                   | 50.000    |
| Vereinigte Staaten (RIAA) | 2× Platin                                                              | 2.000.000 |
| Insgesamt                 | 1× Gold · 2× Platin ·                                                  | 2.050.000 |

### Souvenir of their Visit to America
| Land/Region               | Auszeichnungen für Musikverkäufe (Land/Region, Auszeichnung, Verkäufe) | Verkäufe  |
| ------------------------- | ---------------------------------------------------------------------- | --------- |
| Vereinigte Staaten (RIAA) | —                                                                      | 1.000.000 |
| Insgesamt                 | —                                                                      | 1.000.000 |

### Special Utgivning
| Land/Region     | Auszeichnungen für Musikverkäufe (Land/Region, Auszeichnung, Verkäufe) | Verkäufe |
| --------------- | ---------------------------------------------------------------------- | -------- |
| Schweden (IFPI) | Gold                                                                   | 25.000   |
| Insgesamt       | 1× Gold ·                                                              | 25.000   |

### The Beatles Stereo Box Set/Stereo Box Set/Beatles in Stereo
| Land/Region               | Auszeichnungen für Musikverkäufe (Land/Region, Auszeichnung, Verkäufe) | Verkäufe  |
| ------------------------- | ---------------------------------------------------------------------- | --------- |
| Japan (RIAJ)              | Gold                                                                   | 100.000   |
| Kanada (MC)               | Diamant                                                                | 800.000   |
| Vereinigte Staaten (RIAA) | 3× Platin                                                              | 215.000   |
| Insgesamt                 | 1× Gold · 3× Platin · 1× Diamant ·                                     | 1.115.000 |

### The Beatles 1962–1966, Red Album
| Land/Region                  | Auszeichnungen für Musikverkäufe (Land/Region, Auszeichnung, Verkäufe) | Verkäufe   |
| ---------------------------- | ---------------------------------------------------------------------- | ---------- |
| Argentinien (CAPIF)          | Platin                                                                 | 60.000     |
| Australien (ARIA)            | 5× Platin                                                              | 350.000    |
| Dänemark (IFPI)              | Gold                                                                   | 15.000     |
| Deutschland (BVMI)           | 4× Platin                                                              | 2.000.000  |
| Frankreich (SNEP)            | Platin (Original) · + Gold (Remastered)                                | 2.600.000  |
| Israel (IFPI)                | Gold                                                                   | 20.000     |
| Italien (FIMI)               | Gold                                                                   | 25.000     |
| Japan (RIAJ)                 | 2× Platin (Original) · + Gold (Remastered)                             | 500.000    |
| Kanada (MC)                  | Diamant                                                                | 1.000.000  |
| Neuseeland (RMNZ)            | 4× Platin                                                              | 60.000     |
| Österreich (IFPI)            | 3× Platin                                                              | 150.000    |
| Schweden (IFPI)              | Platin                                                                 | 100.000    |
| Schweiz (IFPI)               | Platin                                                                 | 50.000     |
| Spanien (Promusicae)         | 2× Platin                                                              | 200.000    |
| Vereinigte Staaten (RIAA)    | 15× Platin                                                             | 7.500.000  |
| Vereinigtes Königreich (BPI) | 3× Platin                                                              | 1.000.000  |
| Insgesamt                    | 5× Gold · 32× Platin · 2× Diamant ·                                    | 15.630.000 |

### The Beatles 1967–1970, Blue Album
| Land/Region                  | Auszeichnungen für Musikverkäufe (Land/Region, Auszeichnung, Verkäufe) | Verkäufe   |
| ---------------------------- | ---------------------------------------------------------------------- | ---------- |
| Argentinien (CAPIF)          | Platin                                                                 | 60.000     |
| Australien (ARIA)            | 5× Platin                                                              | 350.000    |
| Belgien (BRMA)               | Platin                                                                 | 50.000     |
| Dänemark (IFPI)              | 3× Platin                                                              | 60.000     |
| Deutschland (BVMI)           | 3× Platin                                                              | 1.500.000  |
| Frankreich (SNEP)            | 2× Platin (Original) · + Gold (Remastered)                             | 450.000    |
| Japan (RIAJ)                 | 2× Platin (Original) · + Gold (Remastered)                             | 500.000    |
| Israel (IFPI)                | Gold                                                                   | 20.000     |
| Italien (FIMI)               | Platin                                                                 | 50.000     |
| Kanada (MC)                  | Diamant                                                                | 1.000.000  |
| Neuseeland (RMNZ)            | 4× Platin                                                              | 60.000     |
| Niederlande (NVPI)           | Gold                                                                   | 50.000     |
| Norwegen (IFPI)              | Gold                                                                   | 25.000     |
| Österreich (IFPI)            | 3× Platin                                                              | 150.000    |
| Schweden (IFPI)              | Platin                                                                 | 100.000    |
| Schweiz (IFPI)               | Platin                                                                 | 50.000     |
| Spanien (Promusicae)         | 2× Platin                                                              | 200.000    |
| Vereinigte Staaten (RIAA)    | 17× Platin                                                             | 8.500.000  |
| Vereinigtes Königreich (BPI) | 4× Platin                                                              | 1.200.000  |
| Insgesamt                    | 5× Gold · 40× Platin · 2× Diamant ·                                    | 14.305.000 |

### The Beatles at the Hollywood Bowl/Live at the Hollywood Bowl
| Land/Region                  | Auszeichnungen für Musikverkäufe (Land/Region, Auszeichnung, Verkäufe) | Verkäufe  |
| ---------------------------- | ---------------------------------------------------------------------- | --------- |
| Frankreich (SNEP)            | Gold                                                                   | 100.000   |
| Kanada (MC)                  | Platin                                                                 | 100.000   |
| Vereinigte Staaten (RIAA)    | Platin                                                                 | 1.000.000 |
| Vereinigtes Königreich (BPI) | Gold                                                                   | 100.000   |
| Insgesamt                    | 2× Gold · 2× Platin ·                                                  | 1.300.000 |

### The Beatles Box
| Land/Region       | Auszeichnungen für Musikverkäufe (Land/Region, Auszeichnung, Verkäufe) | Verkäufe |
| ----------------- | ---------------------------------------------------------------------- | -------- |
| Australien (ARIA) | Gold                                                                   | 35.000   |
| Insgesamt         | 1× Gold ·                                                              | 35.000   |

### The Beatles’ First/The Beatles featuring Tony Sheridan
| Land/Region                  | Auszeichnungen für Musikverkäufe (Land/Region, Auszeichnung, Verkäufe) | Verkäufe |
| ---------------------------- | ---------------------------------------------------------------------- | -------- |
| Frankreich (SNEP)            | Gold                                                                   | 100.000  |
| Vereinigtes Königreich (BPI) | Gold                                                                   | 100.000  |
| Insgesamt                    | 2× Gold ·                                                              | 200.000  |

### The Beatles in Mono/Mono Boxed Set
| Land/Region               | Auszeichnungen für Musikverkäufe (Land/Region, Auszeichnung, Verkäufe) | Verkäufe |
| ------------------------- | ---------------------------------------------------------------------- | -------- |
| Kanada (MC)               | Platin                                                                 | 100.000  |
| Vereinigte Staaten (RIAA) | Platin                                                                 | 500.000  |
| Insgesamt                 | 2× Platin ·                                                            | 600.000  |

### The Beatles’ Second Album
| Land/Region               | Auszeichnungen für Musikverkäufe (Land/Region, Auszeichnung, Verkäufe) | Verkäufe  |
| ------------------------- | ---------------------------------------------------------------------- | --------- |
| Kanada (MC)               | Platin                                                                 | 100.000   |
| Vereinigte Staaten (RIAA) | 2× Platin                                                              | 2.000.000 |
| Insgesamt                 | 3× Platin ·                                                            | 2.100.000 |

### The Beatles’ Story
| Land/Region               | Auszeichnungen für Musikverkäufe (Land/Region, Auszeichnung, Verkäufe) | Verkäufe  |
| ------------------------- | ---------------------------------------------------------------------- | --------- |
| Vereinigte Staaten (RIAA) | Gold                                                                   | 1.000.000 |
| Insgesamt                 | 1× Gold ·                                                              | 1.000.000 |

### The Beatles/Album Blanco/Double Blanc
| Land/Region                  | Auszeichnungen für Musikverkäufe (Land/Region, Auszeichnung, Verkäufe) | Verkäufe                                          |
| ---------------------------- | ---------------------------------------------------------------------- | ------------------------------------------------- |
| Argentinien (CAPIF)          | Platin (Album Blanco) · + Gold (The Beatles)                           | 90.000                                            |
| Australien (ARIA)            | 2× Platin                                                              | 140.000                                           |
| Dänemark (IFPI)              | Gold                                                                   | 10.000                                            |
| Frankreich (SNEP)            | Gold                                                                   | 100.000                                           |
| Italien (FIMI)               | Platin                                                                 | 50.000                                            |
| Kanada (MC)                  | 8× Platin (Original) · + Gold (Remastered)                             | 840.000                                           |
| Neuseeland (RMNZ)            | 2× Platin                                                              | 30.000                                            |
| Vereinigte Staaten (RIAA)    | 24× Platin                                                             | 12.000.000                                        |
| Vereinigtes Königreich (BPI) | 2× Platin (2009er Version)                                             | 300.000 (1968er Version) 600.000 (2009er Version) |
| Insgesamt                    | 4× Gold · 20× Platin · 2× Diamant ·                                    | 14.160.000                                        |

### The Capitol Albums, Vol. I
| Land/Region               | Auszeichnungen für Musikverkäufe (Land/Region, Auszeichnung, Verkäufe) | Verkäufe |
| ------------------------- | ---------------------------------------------------------------------- | -------- |
| Vereinigte Staaten (RIAA) | Platin                                                                 | 250.000  |
| Insgesamt                 | 1× Platin ·                                                            | 250.000  |

### The Capitol Albums, Vol. II
| Land/Region               | Auszeichnungen für Musikverkäufe (Land/Region, Auszeichnung, Verkäufe) | Verkäufe |
| ------------------------- | ---------------------------------------------------------------------- | -------- |
| Vereinigte Staaten (RIAA) | Gold                                                                   | 125.000  |
| Insgesamt                 | 1× Gold ·                                                              | 125.000  |

### The Early Beatles
| Land/Region               | Auszeichnungen für Musikverkäufe (Land/Region, Auszeichnung, Verkäufe) | Verkäufe  |
| ------------------------- | ---------------------------------------------------------------------- | --------- |
| Kanada (MC)               | Platin                                                                 | 100.000   |
| Vereinigte Staaten (RIAA) | Platin                                                                 | 1.000.000 |
| Insgesamt                 | 2× Platin ·                                                            | 1.100.000 |

### Twist and Shout
| Land/Region                  | Auszeichnungen für Musikverkäufe (Land/Region, Auszeichnung, Verkäufe) | Verkäufe |
| ---------------------------- | ---------------------------------------------------------------------- | -------- |
| Kanada (MC)                  | 3× Platin                                                              | 300.000  |
| Vereinigtes Königreich (BPI) | —                                                                      | 650.000  |
| Insgesamt                    | 3× Platin ·                                                            | 950.000  |

### With the Beatles/Beatlemania
| Land/Region                  | Auszeichnungen für Musikverkäufe (Land/Region, Auszeichnung, Verkäufe) | Verkäufe                                            |
| ---------------------------- | ---------------------------------------------------------------------- | --------------------------------------------------- |
| Argentinien (CAPIF)          | Gold                                                                   | 30.000                                              |
| Australien (ARIA)            | Gold                                                                   | 35.000                                              |
| Deutschland (BVMI)           | Gold                                                                   | 250.000                                             |
| Kanada (MC)                  | Gold (Beatlemania) · + Gold (With the Beatles)                         | 100.000                                             |
| Neuseeland (RMNZ)            | Gold                                                                   | 7.500                                               |
| Vereinigte Staaten (RIAA)    | Gold (1987er Version)                                                  | 5.000.000 (1963er Version) 500.000 (1987er Version) |
| Vereinigtes Königreich (BPI) | Gold (2009er Version)                                                  | 1.000.000 (1963er Version) 100.000 (2009er Version) |
| Insgesamt                    | 8× Gold ·                                                              | 7.522.500                                           |

### Yellow Submarine
| Land/Region                  | Auszeichnungen für Musikverkäufe (Land/Region, Auszeichnung, Verkäufe) | Verkäufe  |
| ---------------------------- | ---------------------------------------------------------------------- | --------- |
| Argentinien (CAPIF)          | Platin (VÖ 1987) · + Gold (VÖ 1999)                                    | 90.000    |
| Japan (RIAJ)                 | Platin                                                                 | 200.000   |
| Kanada (MC)                  | Gold                                                                   | 50.000    |
| Neuseeland (RMNZ)            | Gold                                                                   | 7.500     |
| Vereinigte Staaten (RIAA)    | Platin                                                                 | 1.000.000 |
| Vereinigtes Königreich (BPI) | Gold                                                                   | 100.000   |
| Insgesamt                    | 4× Gold · 3× Platin ·                                                  | 1.447.500 |

### Yellow Submarine Songtrack
| Land/Region                  | Auszeichnungen für Musikverkäufe (Land/Region, Auszeichnung, Verkäufe) | Verkäufe |
| ---------------------------- | ---------------------------------------------------------------------- | -------- |
| Vereinigte Staaten (RIAA)    | Gold                                                                   | 500.000  |
| Vereinigtes Königreich (BPI) | Gold                                                                   | 100.000  |
| Insgesamt                    | 2× Gold ·                                                              | 600.000  |

### Yesterday … and Today
| Land/Region               | Auszeichnungen für Musikverkäufe (Land/Region, Auszeichnung, Verkäufe) | Verkäufe  |
| ------------------------- | ---------------------------------------------------------------------- | --------- |
| Kanada (MC)               | Platin                                                                 | 100.000   |
| Vereinigte Staaten (RIAA) | 2× Platin                                                              | 2.000.000 |
| Insgesamt                 | 3× Platin ·                                                            | 2.100.000 |

## Auszeichnungen nach Singles

### A Hard Day’s Night
| Land/Region                  | Auszeichnungen für Musikverkäufe (Land/Region, Auszeichnung, Verkäufe) | Verkäufe  |
| ---------------------------- | ---------------------------------------------------------------------- | --------- |
| Neuseeland (RMNZ)            | Gold                                                                   | 15.000    |
| Vereinigte Staaten (RIAA)    | Gold                                                                   | 1.000.000 |
| Vereinigtes Königreich (BPI) | Silber                                                                 | 1.000.000 |
| Insgesamt                    | 1× Silber · 2× Gold ·                                                  | 2.015.000 |

### All My Loving
| Land/Region                  | Auszeichnungen für Musikverkäufe (Land/Region, Auszeichnung, Verkäufe) | Verkäufe |
| ---------------------------- | ---------------------------------------------------------------------- | -------- |
| Vereinigtes Königreich (BPI) | Silber                                                                 | 200.000  |
| Insgesamt                    | 1× Silber ·                                                            | 200.000  |

### All You Need Is Love
| Land/Region                  | Auszeichnungen für Musikverkäufe (Land/Region, Auszeichnung, Verkäufe) | Verkäufe  |
| ---------------------------- | ---------------------------------------------------------------------- | --------- |
| Neuseeland (RMNZ)            | Gold                                                                   | 15.000    |
| Vereinigte Staaten (RIAA)    | Gold                                                                   | 1.000.000 |
| Vereinigtes Königreich (BPI) | Gold                                                                   | 500.000   |
| Insgesamt                    | 3× Gold ·                                                              | 1.515.000 |

### And I Love Her
| Land/Region                  | Auszeichnungen für Musikverkäufe (Land/Region, Auszeichnung, Verkäufe) | Verkäufe |
| ---------------------------- | ---------------------------------------------------------------------- | -------- |
| Vereinigtes Königreich (BPI) | Silber                                                                 | 200.000  |
| Insgesamt                    | 1× Silber ·                                                            | 200.000  |

### Back in the U.S.S.R.
| Land/Region                  | Auszeichnungen für Musikverkäufe (Land/Region, Auszeichnung, Verkäufe) | Verkäufe |
| ---------------------------- | ---------------------------------------------------------------------- | -------- |
| Vereinigtes Königreich (BPI) | Silber                                                                 | 200.000  |
| Insgesamt                    | 1× Silber ·                                                            | 200.000  |

### The Ballad of John and Yoko
| Land/Region                  | Auszeichnungen für Musikverkäufe (Land/Region, Auszeichnung, Verkäufe) | Verkäufe  |
| ---------------------------- | ---------------------------------------------------------------------- | --------- |
| Vereinigte Staaten (RIAA)    | Gold                                                                   | 1.250.000 |
| Vereinigtes Königreich (BPI) | —                                                                      | 300.000   |
| Insgesamt                    | 1× Gold ·                                                              | 1.550.000 |

### Can’t Buy Me Love
| Land/Region                  | Auszeichnungen für Musikverkäufe (Land/Region, Auszeichnung, Verkäufe) | Verkäufe  |
| ---------------------------- | ---------------------------------------------------------------------- | --------- |
| Vereinigte Staaten (RIAA)    | Gold                                                                   | 2.100.000 |
| Vereinigtes Königreich (BPI) | Silber                                                                 | 1.570.000 |
| Insgesamt                    | 1× Silber · 1× Gold ·                                                  | 3.670.000 |

### Come Together
| Land/Region                  | Auszeichnungen für Musikverkäufe (Land/Region, Auszeichnung, Verkäufe) | Verkäufe |
| ---------------------------- | ---------------------------------------------------------------------- | -------- |
| Brasilien (PMB)              | Gold                                                                   | 30.000   |
| Dänemark (IFPI)              | Gold                                                                   | 45.000   |
| Italien (FIMI)               | Platin                                                                 | 70.000   |
| Neuseeland (RMNZ)            | 2× Platin                                                              | 60.000   |
| Spanien (Promusicae)         | Platin                                                                 | 60.000   |
| Vereinigtes Königreich (BPI) | Platin                                                                 | 600.000  |
| Insgesamt                    | 2× Gold · 5× Platin ·                                                  | 865.000  |

### Day Tripper
| Land/Region                  | Auszeichnungen für Musikverkäufe (Land/Region, Auszeichnung, Verkäufe) | Verkäufe |
| ---------------------------- | ---------------------------------------------------------------------- | -------- |
| Vereinigtes Königreich (BPI) | Silber                                                                 | 200.000  |
| Insgesamt                    | 1× Silber ·                                                            | 200.000  |

### Do You Want to Know a Secret
| Land/Region               | Auszeichnungen für Musikverkäufe (Land/Region, Auszeichnung, Verkäufe) | Verkäufe  |
| ------------------------- | ---------------------------------------------------------------------- | --------- |
| Vereinigte Staaten (RIAA) | Gold                                                                   | 1.000.000 |
| Insgesamt                 | 1× Gold ·                                                              | 1.000.000 |

### Eight Days a Week
| Land/Region                  | Auszeichnungen für Musikverkäufe (Land/Region, Auszeichnung, Verkäufe) | Verkäufe  |
| ---------------------------- | ---------------------------------------------------------------------- | --------- |
| Vereinigte Staaten (RIAA)    | Gold                                                                   | 1.000.000 |
| Vereinigtes Königreich (BPI) | Silber                                                                 | 200.000   |
| Insgesamt                    | 1× Silber · 1× Gold ·                                                  | 1.200.000 |

### Eleanor Rigby
| Land/Region                  | Auszeichnungen für Musikverkäufe (Land/Region, Auszeichnung, Verkäufe) | Verkäufe |
| ---------------------------- | ---------------------------------------------------------------------- | -------- |
| Neuseeland (RMNZ)            | Gold                                                                   | 15.000   |
| Vereinigtes Königreich (BPI) | Platin                                                                 | 600.000  |
| Insgesamt                    | 1× Gold · 1× Platin ·                                                  | 615.000  |

### Free as a Bird
| Land/Region                  | Auszeichnungen für Musikverkäufe (Land/Region, Auszeichnung, Verkäufe) | Verkäufe |
| ---------------------------- | ---------------------------------------------------------------------- | -------- |
| Vereinigte Staaten (RIAA)    | Gold                                                                   | 500.000  |
| Vereinigtes Königreich (BPI) | Silber                                                                 | 200.000  |
| Insgesamt                    | 1× Silber · 1× Gold ·                                                  | 700.000  |

### Get Back
| Land/Region                  | Auszeichnungen für Musikverkäufe (Land/Region, Auszeichnung, Verkäufe) | Verkäufe  |
| ---------------------------- | ---------------------------------------------------------------------- | --------- |
| Neuseeland (RMNZ)            | Gold                                                                   | 15.000    |
| Vereinigte Staaten (RIAA)    | 2× Platin                                                              | 2.000.000 |
| Vereinigtes Königreich (BPI) | Silber                                                                 | 530.000   |
| Insgesamt                    | 1× Silber · 1× Gold · 2× Platin ·                                      | 2.545.000 |

### Got to Get You into My Life
| Land/Region               | Auszeichnungen für Musikverkäufe (Land/Region, Auszeichnung, Verkäufe) | Verkäufe |
| ------------------------- | ---------------------------------------------------------------------- | -------- |
| Vereinigte Staaten (RIAA) | Gold                                                                   | 500.000  |
| Insgesamt                 | 1× Gold ·                                                              | 500.000  |

### Hello, Goodbye
| Land/Region                  | Auszeichnungen für Musikverkäufe (Land/Region, Auszeichnung, Verkäufe) | Verkäufe  |
| ---------------------------- | ---------------------------------------------------------------------- | --------- |
| Vereinigte Staaten (RIAA)    | Gold                                                                   | 1.000.000 |
| Vereinigtes Königreich (BPI) | Silber                                                                 | 500.000   |
| Insgesamt                    | 1× Silber · 1× Gold ·                                                  | 1.500.000 |

### Help!
| Land/Region                  | Auszeichnungen für Musikverkäufe (Land/Region, Auszeichnung, Verkäufe) | Verkäufe  |
| ---------------------------- | ---------------------------------------------------------------------- | --------- |
| Dänemark (IFPI)              | Gold                                                                   | 45.000    |
| Italien (FIMI)               | Gold                                                                   | 50.000    |
| Neuseeland (RMNZ)            | Gold                                                                   | 15.000    |
| Spanien (Promusicae)         | Gold                                                                   | 30.000    |
| Vereinigte Staaten (RIAA)    | Gold                                                                   | 1.000.000 |
| Vereinigtes Königreich (BPI) | Silber (Physisch) · + Platin (Digital)                                 | 1.200.000 |
| Insgesamt                    | 1× Silber · 5× Gold · 1× Platin ·                                      | 2.340.000 |

### Hey Jude
| Land/Region                  | Auszeichnungen für Musikverkäufe (Land/Region, Auszeichnung, Verkäufe) | Verkäufe  |
| ---------------------------- | ---------------------------------------------------------------------- | --------- |
| Dänemark (IFPI)              | Gold                                                                   | 45.000    |
| Italien (FIMI)               | Platin                                                                 | 100.000   |
| Kanada (MC)                  | —                                                                      | 300.000   |
| Neuseeland (RMNZ)            | 2× Platin                                                              | 60.000    |
| Spanien (Promusicae)         | Platin                                                                 | 60.000    |
| Vereinigte Staaten (RIAA)    | 4× Platin                                                              | 4.000.000 |
| Vereinigtes Königreich (BPI) | Platin                                                                 | 1.100.000 |
| Insgesamt                    | 1× Gold · 9× Platin ·                                                  | 5.665.000 |

### I Feel Fine
| Land/Region                  | Auszeichnungen für Musikverkäufe (Land/Region, Auszeichnung, Verkäufe) | Verkäufe  |
| ---------------------------- | ---------------------------------------------------------------------- | --------- |
| Vereinigte Staaten (RIAA)    | Gold                                                                   | 1.000.000 |
| Vereinigtes Königreich (BPI) | —                                                                      | 1.440.000 |
| Insgesamt                    | 1× Gold ·                                                              | 2.440.000 |

### I Want To Hold Your Hand
| Land/Region                  | Auszeichnungen für Musikverkäufe (Land/Region, Auszeichnung, Verkäufe) | Verkäufe  |
| ---------------------------- | ---------------------------------------------------------------------- | --------- |
| Neuseeland (RMNZ)            | Platin                                                                 | 30.000    |
| Spanien (Promusicae)         | Gold                                                                   | 30.000    |
| Vereinigte Staaten (RIAA)    | Gold                                                                   | 4.900.000 |
| Vereinigtes Königreich (BPI) | Gold                                                                   | 1.820.000 |
| Insgesamt                    | 3× Gold · 1× Platin ·                                                  | 6.780.000 |

### Lady Madonna
| Land/Region                  | Auszeichnungen für Musikverkäufe (Land/Region, Auszeichnung, Verkäufe) | Verkäufe  |
| ---------------------------- | ---------------------------------------------------------------------- | --------- |
| Vereinigte Staaten (RIAA)    | Platin                                                                 | 1.000.000 |
| Vereinigtes Königreich (BPI) | —                                                                      | 250.000   |
| Insgesamt                    | 1× Platin ·                                                            | 1.250.000 |

### Let It Be
| Land/Region                  | Auszeichnungen für Musikverkäufe (Land/Region, Auszeichnung, Verkäufe) | Verkäufe                                |
| ---------------------------- | ---------------------------------------------------------------------- | --------------------------------------- |
| Brasilien (PMB)              | Gold                                                                   | 30.000                                  |
| Dänemark (IFPI)              | Gold                                                                   | 45.000                                  |
| Deutschland (BVMI)           | Gold                                                                   | 250.000                                 |
| Frankreich (SNEP)            | Gold                                                                   | 100.000                                 |
| Italien (FIMI)               | Platin                                                                 | 70.000                                  |
| Neuseeland (RMNZ)            | 2× Platin                                                              | 60.000                                  |
| Spanien (Promusicae)         | Platin                                                                 | 60.000                                  |
| Vereinigte Staaten (RIAA)    | 2× Platin                                                              | 2.000.000                               |
| Vereinigtes Königreich (BPI) | 2× Platin (Download)                                                   | 250.000 (Original) 1.200.000 (Download) |
| Insgesamt                    | 4× Gold · 8× Platin ·                                                  | 4.065.000                               |

### Love Me Do
| Land/Region                  | Auszeichnungen für Musikverkäufe (Land/Region, Auszeichnung, Verkäufe) | Verkäufe  |
| ---------------------------- | ---------------------------------------------------------------------- | --------- |
| Neuseeland (RMNZ)            | Gold                                                                   | 15.000    |
| Vereinigte Staaten (RIAA)    | Platin                                                                 | 1.000.000 |
| Vereinigtes Königreich (BPI) | Gold                                                                   | 400.000   |
| Insgesamt                    | 2× Gold · 1× Platin ·                                                  | 1.415.000 |

### Michelle
| Land/Region                  | Auszeichnungen für Musikverkäufe (Land/Region, Auszeichnung, Verkäufe) | Verkäufe |
| ---------------------------- | ---------------------------------------------------------------------- | -------- |
| Vereinigtes Königreich (BPI) | Silber                                                                 | 200.000  |
| Insgesamt                    | 1× Silber ·                                                            | 200.000  |

### My Bonnie
| Land/Region        | Auszeichnungen für Musikverkäufe (Land/Region, Auszeichnung, Verkäufe) | Verkäufe |
| ------------------ | ---------------------------------------------------------------------- | -------- |
| Deutschland (BVMI) | —                                                                      | 100.000  |
| Insgesamt          | —                                                                      | 100.000  |

### Now and Then
| Land/Region                  | Auszeichnungen für Musikverkäufe (Land/Region, Auszeichnung, Verkäufe) | Verkäufe |
| ---------------------------- | ---------------------------------------------------------------------- | -------- |
| Brasilien (PMB)              | Platin                                                                 | 60.000   |
| Vereinigtes Königreich (BPI) | Silber                                                                 | 200.000  |
| Insgesamt                    | 1× Silber · 1× Platin ·                                                | 260.000  |

### Nowhere Man
| Land/Region               | Auszeichnungen für Musikverkäufe (Land/Region, Auszeichnung, Verkäufe) | Verkäufe  |
| ------------------------- | ---------------------------------------------------------------------- | --------- |
| Vereinigte Staaten (RIAA) | Gold                                                                   | 1.000.000 |
| Insgesamt                 | 1× Gold ·                                                              | 1.000.000 |

### Ob-La-Di, Ob-La-Da
| Land/Region                  | Auszeichnungen für Musikverkäufe (Land/Region, Auszeichnung, Verkäufe) | Verkäufe |
| ---------------------------- | ---------------------------------------------------------------------- | -------- |
| Neuseeland (RMNZ)            | Gold                                                                   | 15.000   |
| Vereinigtes Königreich (BPI) | Silber                                                                 | 200.000  |
| Insgesamt                    | 1× Silber · 1× Gold ·                                                  | 215.000  |

### Paperback Writer
| Land/Region                  | Auszeichnungen für Musikverkäufe (Land/Region, Auszeichnung, Verkäufe) | Verkäufe  |
| ---------------------------- | ---------------------------------------------------------------------- | --------- |
| Vereinigte Staaten (RIAA)    | Gold                                                                   | 1.000.000 |
| Vereinigtes Königreich (BPI) | —                                                                      | 500.000   |
| Insgesamt                    | 1× Gold ·                                                              | 1.500.000 |

### Penny Lane
| Land/Region                  | Auszeichnungen für Musikverkäufe (Land/Region, Auszeichnung, Verkäufe) | Verkäufe  |
| ---------------------------- | ---------------------------------------------------------------------- | --------- |
| Neuseeland (RMNZ)            | Gold                                                                   | 15.000    |
| Vereinigte Staaten (RIAA)    | Gold                                                                   | 1.500.000 |
| Vereinigtes Königreich (BPI) | Gold                                                                   | 500.000   |
| Insgesamt                    | 3× Gold ·                                                              | 2.015.000 |

### Please Please Me
| Land/Region               | Auszeichnungen für Musikverkäufe (Land/Region, Auszeichnung, Verkäufe) | Verkäufe  |
| ------------------------- | ---------------------------------------------------------------------- | --------- |
| Vereinigte Staaten (RIAA) | Platin                                                                 | 1.000.000 |
| Insgesamt                 | 1× Platin ·                                                            | 1.000.000 |

### Real Love
| Land/Region               | Auszeichnungen für Musikverkäufe (Land/Region, Auszeichnung, Verkäufe) | Verkäufe |
| ------------------------- | ---------------------------------------------------------------------- | -------- |
| Vereinigte Staaten (RIAA) | Gold                                                                   | 500.000  |
| Insgesamt                 | 1× Gold ·                                                              | 500.000  |

### Sgt. Pepper’s Lonely Hearts Club Band
| Land/Region                  | Auszeichnungen für Musikverkäufe (Land/Region, Auszeichnung, Verkäufe) | Verkäufe |
| ---------------------------- | ---------------------------------------------------------------------- | -------- |
| Vereinigtes Königreich (BPI) | Silber                                                                 | 200.000  |
| Insgesamt                    | 1× Silber ·                                                            | 200.000  |

### She Loves You
| Land/Region                  | Auszeichnungen für Musikverkäufe (Land/Region, Auszeichnung, Verkäufe) | Verkäufe  |
| ---------------------------- | ---------------------------------------------------------------------- | --------- |
| Vereinigtes Königreich (BPI) | —                                                                      | 1.950.000 |
| Insgesamt                    | —                                                                      | 1.950.000 |

### Something
| Land/Region                  | Auszeichnungen für Musikverkäufe (Land/Region, Auszeichnung, Verkäufe) | Verkäufe  |
| ---------------------------- | ---------------------------------------------------------------------- | --------- |
| Neuseeland (RMNZ)            | Gold                                                                   | 15.000    |
| Spanien (Promusicae)         | Gold                                                                   | 30.000    |
| Vereinigte Staaten (RIAA)    | 2× Platin                                                              | 2.000.000 |
| Vereinigtes Königreich (BPI) | Platin                                                                 | 600.000   |
| Insgesamt                    | 2× Gold · 3× Platin ·                                                  | 2.645.000 |

### Strawberry Fields Forever
| Land/Region                  | Auszeichnungen für Musikverkäufe (Land/Region, Auszeichnung, Verkäufe) | Verkäufe |
| ---------------------------- | ---------------------------------------------------------------------- | -------- |
| Neuseeland (RMNZ)            | Gold                                                                   | 15.000   |
| Vereinigtes Königreich (BPI) | Gold                                                                   | 400.000  |
| Insgesamt                    | 2× Gold ·                                                              | 415.000  |

### The Long and Winding Road
| Land/Region                  | Auszeichnungen für Musikverkäufe (Land/Region, Auszeichnung, Verkäufe) | Verkäufe  |
| ---------------------------- | ---------------------------------------------------------------------- | --------- |
| Vereinigte Staaten (RIAA)    | Platin                                                                 | 1.200.000 |
| Vereinigtes Königreich (BPI) | Silber                                                                 | 200.000   |
| Insgesamt                    | 1× Silber · 1× Platin ·                                                | 1.400.000 |

### Ticket to Ride
| Land/Region                  | Auszeichnungen für Musikverkäufe (Land/Region, Auszeichnung, Verkäufe) | Verkäufe  |
| ---------------------------- | ---------------------------------------------------------------------- | --------- |
| Vereinigte Staaten (RIAA)    | —                                                                      | 750.000   |
| Vereinigtes Königreich (BPI) | Silber                                                                 | 700.000   |
| Insgesamt                    | 1× Silber ·                                                            | 1.450.000 |

### Twist and Shout
| Land/Region                  | Auszeichnungen für Musikverkäufe (Land/Region, Auszeichnung, Verkäufe) | Verkäufe  |
| ---------------------------- | ---------------------------------------------------------------------- | --------- |
| Italien (FIMI)               | Gold                                                                   | 25.000    |
| Neuseeland (RMNZ)            | Platin                                                                 | 30.000    |
| Spanien (Promusicae)         | Platin                                                                 | 60.000    |
| Vereinigte Staaten (RIAA)    | Platin                                                                 | 1.000.000 |
| Vereinigtes Königreich (BPI) | Platin                                                                 | 600.000   |
| Insgesamt                    | 1× Gold · 4× Platin ·                                                  | 1.715.000 |

### We Can Work It Out
| Land/Region                  | Auszeichnungen für Musikverkäufe (Land/Region, Auszeichnung, Verkäufe) | Verkäufe  |
| ---------------------------- | ---------------------------------------------------------------------- | --------- |
| Vereinigte Staaten (RIAA)    | Gold                                                                   | 1.000.000 |
| Vereinigtes Königreich (BPI) | Silber                                                                 | 1.420.000 |
| Insgesamt                    | 1× Silber · 1× Gold ·                                                  | 2.420.000 |

### With a Little Help from My Friends
| Land/Region                  | Auszeichnungen für Musikverkäufe (Land/Region, Auszeichnung, Verkäufe) | Verkäufe |
| ---------------------------- | ---------------------------------------------------------------------- | -------- |
| Vereinigtes Königreich (BPI) | Silber                                                                 | 200.000  |
| Insgesamt                    | 1× Silber ·                                                            | 200.000  |

### Yellow Submarine
| Land/Region                  | Auszeichnungen für Musikverkäufe (Land/Region, Auszeichnung, Verkäufe) | Verkäufe  |
| ---------------------------- | ---------------------------------------------------------------------- | --------- |
| Neuseeland (RMNZ)            | Gold                                                                   | 15.000    |
| Vereinigte Staaten (RIAA)    | Gold                                                                   | 1.200.000 |
| Vereinigtes Königreich (BPI) | Gold                                                                   | 400.000   |
| Insgesamt                    | 3× Gold ·                                                              | 1.615.000 |

### Yesterday
| Land/Region                  | Auszeichnungen für Musikverkäufe (Land/Region, Auszeichnung, Verkäufe) | Verkäufe  |
| ---------------------------- | ---------------------------------------------------------------------- | --------- |
| Dänemark (IFPI)              | Gold                                                                   | 45.000    |
| Italien (FIMI)               | Gold                                                                   | 25.000    |
| Neuseeland (RMNZ)            | Platin                                                                 | 30.000    |
| Portugal (AFP)               | Gold                                                                   | 5.000     |
| Spanien (Promusicae)         | Platin                                                                 | 60.000    |
| Vereinigte Staaten (RIAA)    | Gold                                                                   | 1.800.000 |
| Vereinigtes Königreich (BPI) | Platin                                                                 | 600.000   |
| Insgesamt                    | 4× Gold · 3× Platin ·                                                  | 2.565.000 |

## Auszeichnungen nach Liedern

### A Day in the Life
| Land/Region                  | Auszeichnungen für Musikverkäufe (Land/Region, Auszeichnung, Verkäufe) | Verkäufe |
| ---------------------------- | ---------------------------------------------------------------------- | -------- |
| Vereinigtes Königreich (BPI) | Silber                                                                 | 200.000  |
| Insgesamt                    | 1× Silber ·                                                            | 200.000  |

### Across the Universe
| Land/Region                  | Auszeichnungen für Musikverkäufe (Land/Region, Auszeichnung, Verkäufe) | Verkäufe |
| ---------------------------- | ---------------------------------------------------------------------- | -------- |
| Vereinigtes Königreich (BPI) | Silber                                                                 | 200.000  |
| Insgesamt                    | 1× Silber ·                                                            | 200.000  |

### Blackbird
| Land/Region                  | Auszeichnungen für Musikverkäufe (Land/Region, Auszeichnung, Verkäufe) | Verkäufe |
| ---------------------------- | ---------------------------------------------------------------------- | -------- |
| Dänemark (IFPI)              | Gold                                                                   | 45.000   |
| Neuseeland (RMNZ)            | Platin                                                                 | 30.000   |
| Spanien (Promusicae)         | Gold                                                                   | 30.000   |
| Vereinigtes Königreich (BPI) | Gold                                                                   | 400.000  |
| Insgesamt                    | 3× Gold · 1× Platin ·                                                  | 505.000  |

### Drive My Car
| Land/Region                  | Auszeichnungen für Musikverkäufe (Land/Region, Auszeichnung, Verkäufe) | Verkäufe |
| ---------------------------- | ---------------------------------------------------------------------- | -------- |
| Vereinigtes Königreich (BPI) | Silber                                                                 | 200.000  |
| Insgesamt                    | 1× Silber ·                                                            | 200.000  |

### Don’t Let Me Down
| Land/Region       | Auszeichnungen für Musikverkäufe (Land/Region, Auszeichnung, Verkäufe) | Verkäufe |
| ----------------- | ---------------------------------------------------------------------- | -------- |
| Neuseeland (RMNZ) | Gold                                                                   | 15.000   |
| Insgesamt         | 1× Gold ·                                                              | 15.000   |

### Golden Slumbers
| Land/Region                  | Auszeichnungen für Musikverkäufe (Land/Region, Auszeichnung, Verkäufe) | Verkäufe |
| ---------------------------- | ---------------------------------------------------------------------- | -------- |
| Vereinigtes Königreich (BPI) | Silber                                                                 | 200.000  |
| Insgesamt                    | 1× Silber ·                                                            | 200.000  |

### Here Comes the Sun
| Land/Region                  | Auszeichnungen für Musikverkäufe (Land/Region, Auszeichnung, Verkäufe) | Verkäufe  |
| ---------------------------- | ---------------------------------------------------------------------- | --------- |
| Brasilien (PMB)              | Gold                                                                   | 30.000    |
| Dänemark (IFPI)              | 2× Platin                                                              | 180.000   |
| Deutschland (BVMI)           | Gold                                                                   | 250.000   |
| Italien (FIMI)               | Platin                                                                 | 70.000    |
| Neuseeland (RMNZ)            | 5× Platin                                                              | 150.000   |
| Spanien (Promusicae)         | 2× Platin                                                              | 120.000   |
| Vereinigtes Königreich (BPI) | 4× Platin                                                              | 2.400.000 |
| Insgesamt                    | 2× Gold · 14× Platin ·                                                 | 3.200.000 |

### Here, There and Everywhere
| Land/Region                  | Auszeichnungen für Musikverkäufe (Land/Region, Auszeichnung, Verkäufe) | Verkäufe |
| ---------------------------- | ---------------------------------------------------------------------- | -------- |
| Vereinigtes Königreich (BPI) | Silber                                                                 | 200.000  |
| Insgesamt                    | 1× Silber ·                                                            | 200.000  |

### I Am the Walrus
| Land/Region                  | Auszeichnungen für Musikverkäufe (Land/Region, Auszeichnung, Verkäufe) | Verkäufe |
| ---------------------------- | ---------------------------------------------------------------------- | -------- |
| Vereinigtes Königreich (BPI) | Silber                                                                 | 200.000  |
| Insgesamt                    | 1× Silber ·                                                            | 200.000  |

### In My Life
| Land/Region                  | Auszeichnungen für Musikverkäufe (Land/Region, Auszeichnung, Verkäufe) | Verkäufe |
| ---------------------------- | ---------------------------------------------------------------------- | -------- |
| Neuseeland (RMNZ)            | Platin                                                                 | 30.000   |
| Spanien (Promusicae)         | Gold                                                                   | 30.000   |
| Vereinigtes Königreich (BPI) | Platin                                                                 | 600.000  |
| Insgesamt                    | 1× Gold · 2× Platin ·                                                  | 660.000  |

### I Saw Her Standing There
| Land/Region                  | Auszeichnungen für Musikverkäufe (Land/Region, Auszeichnung, Verkäufe) | Verkäufe |
| ---------------------------- | ---------------------------------------------------------------------- | -------- |
| Neuseeland (RMNZ)            | Gold                                                                   | 15.000   |
| Vereinigtes Königreich (BPI) | Silber                                                                 | 200.000  |
| Insgesamt                    | 1× Silber · 1× Gold ·                                                  | 215.000  |

### Lucy in the Sky with Diamonds
| Land/Region                  | Auszeichnungen für Musikverkäufe (Land/Region, Auszeichnung, Verkäufe) | Verkäufe |
| ---------------------------- | ---------------------------------------------------------------------- | -------- |
| Neuseeland (RMNZ)            | Gold                                                                   | 15.000   |
| Vereinigtes Königreich (BPI) | Gold                                                                   | 400.000  |
| Insgesamt                    | 2× Gold ·                                                              | 415.000  |

### Norwegian Wood
| Land/Region                  | Auszeichnungen für Musikverkäufe (Land/Region, Auszeichnung, Verkäufe) | Verkäufe |
| ---------------------------- | ---------------------------------------------------------------------- | -------- |
| Neuseeland (RMNZ)            | Gold                                                                   | 15.000   |
| Vereinigtes Königreich (BPI) | Gold                                                                   | 400.000  |
| Insgesamt                    | 2× Gold ·                                                              | 415.000  |

### Octopus’s Garden
| Land/Region                  | Auszeichnungen für Musikverkäufe (Land/Region, Auszeichnung, Verkäufe) | Verkäufe |
| ---------------------------- | ---------------------------------------------------------------------- | -------- |
| Vereinigtes Königreich (BPI) | Silber                                                                 | 200.000  |
| Insgesamt                    | 1× Silber ·                                                            | 200.000  |

### While My Guitar Gently Weeps
| Land/Region                  | Auszeichnungen für Musikverkäufe (Land/Region, Auszeichnung, Verkäufe) | Verkäufe |
| ---------------------------- | ---------------------------------------------------------------------- | -------- |
| Neuseeland (RMNZ)            | Gold                                                                   | 15.000   |
| Vereinigtes Königreich (BPI) | Gold                                                                   | 400.000  |
| Insgesamt                    | 2× Gold ·                                                              | 415.000  |

### You’ve Got to Hide Your Love Away
| Land/Region                  | Auszeichnungen für Musikverkäufe (Land/Region, Auszeichnung, Verkäufe) | Verkäufe |
| ---------------------------- | ---------------------------------------------------------------------- | -------- |
| Vereinigtes Königreich (BPI) | Silber                                                                 | 200.000  |
| Insgesamt                    | 1× Silber ·                                                            | 200.000  |

## Auszeichnungen nach Videoalben

### 1+
| Land/Region          | Auszeichnungen für Musikverkäufe (Land/Region, Auszeichnung, Verkäufe) | Verkäufe |
| -------------------- | ---------------------------------------------------------------------- | -------- |
| Kanada (MC)          | 2× Platin                                                              | 20.000   |
| Spanien (Promusicae) | Gold                                                                   | 10.000   |
| Insgesamt            | 1× Gold · 2× Platin ·                                                  | 30.000   |

### Anthology
| Land/Region                  | Auszeichnungen für Musikverkäufe (Land/Region, Auszeichnung, Verkäufe) | Verkäufe  |
| ---------------------------- | ---------------------------------------------------------------------- | --------- |
| Argentinien (CAPIF)          | Platin                                                                 | 8.000     |
| Australien (ARIA)            | Platin                                                                 | 15.000    |
| Deutschland (BVMI)           | Platin                                                                 | 50.000    |
| Frankreich (SNEP)            | Gold                                                                   | 10.000    |
| Kanada (MC)                  | 2× Diamant                                                             | 200.000   |
| Mexiko (AMPROFON)            | Platin                                                                 | 20.000    |
| Polen (ZPAV)                 | Gold                                                                   | 5.000     |
| Spanien (Promusicae)         | Gold                                                                   | 10.000    |
| Vereinigte Staaten (RIAA)    | 13× Platin                                                             | 1.300.000 |
| Vereinigtes Königreich (BPI) | 2× Platin                                                              | 100.000   |
| Insgesamt                    | 3× Gold · 19× Platin · 2× Diamant ·                                    | 1.718.000 |

### The Beatles: Eight Days a Week – The Touring Years
| Land/Region                  | Auszeichnungen für Musikverkäufe (Land/Region, Auszeichnung, Verkäufe) | Verkäufe |
| ---------------------------- | ---------------------------------------------------------------------- | -------- |
| Kanada (MC)                  | Platin                                                                 | 10.000   |
| Vereinigte Staaten (RIAA)    | Platin                                                                 | 100.000  |
| Vereinigtes Königreich (BPI) | 5× Platin                                                              | 250.000  |
| Insgesamt                    | 7× Platin ·                                                            | 360.000  |

### Help!
| Land/Region               | Auszeichnungen für Musikverkäufe (Land/Region, Auszeichnung, Verkäufe) | Verkäufe |
| ------------------------- | ---------------------------------------------------------------------- | -------- |
| Australien (ARIA)         | Gold                                                                   | 7.500    |
| Frankreich (SNEP)         | Platin                                                                 | 20.000   |
| Kanada (MC)               | 8× Platin                                                              | 80.000   |
| Spanien (Promusicae)      | Platin                                                                 | 25.000   |
| Vereinigte Staaten (RIAA) | 5× Platin                                                              | 500.000  |
| Insgesamt                 | 1× Gold · 15× Platin ·                                                 | 632.500  |

### Magical Mystery Tour
| Land/Region               | Auszeichnungen für Musikverkäufe (Land/Region, Auszeichnung, Verkäufe) | Verkäufe |
| ------------------------- | ---------------------------------------------------------------------- | -------- |
| Vereinigte Staaten (RIAA) | Gold                                                                   | 50.000   |
| Insgesamt                 | 1× Gold ·                                                              | 50.000   |

### The Beatles: Get Back
| Land/Region                  | Auszeichnungen für Musikverkäufe (Land/Region, Auszeichnung, Verkäufe) | Verkäufe |
| ---------------------------- | ---------------------------------------------------------------------- | -------- |
| Vereinigtes Königreich (BPI) | Gold                                                                   | 25.000   |
| Insgesamt                    | 1× Gold ·                                                              | 25.000   |

### The Beatles: The First U.S. Visit
| Land/Region                  | Auszeichnungen für Musikverkäufe (Land/Region, Auszeichnung, Verkäufe) | Verkäufe |
| ---------------------------- | ---------------------------------------------------------------------- | -------- |
| Argentinien (CAPIF)          | Platin                                                                 | 8.000    |
| Australien (ARIA)            | Gold                                                                   | 7.500    |
| Mexiko (AMPROFON)            | Gold                                                                   | 10.000   |
| Vereinigte Staaten (RIAA)    | 2× Platin                                                              | 200.000  |
| Vereinigtes Königreich (BPI) | Gold                                                                   | 25.000   |
| Insgesamt                    | 3× Gold · 3× Platin ·                                                  | 250.500  |

### Yellow Submarine
| Land/Region       | Auszeichnungen für Musikverkäufe (Land/Region, Auszeichnung, Verkäufe) | Verkäufe |
| ----------------- | ---------------------------------------------------------------------- | -------- |
| Frankreich (SNEP) | Gold                                                                   | 7.500    |
| Insgesamt         | 1× Gold ·                                                              | 7.500    |

## Statistik und Quellen
| Land/RegionAuszeichnungen für Musikverkäufe (Land/Region, Auszeichnungen, Verkäufe, Quellen) | Silber       | Gold         | Platin         | Diamant       | Verkäufe     | Quellen                                                                           |
| -------------------------------------------------------------------------------------------- | ------------ | ------------ | -------------- | ------------- | ------------ | --------------------------------------------------------------------------------- |
| Argentinien (CAPIF)                                                                          | —            | 8× Gold8     | 22× Platin22   | Diamant1      | 1.866.000    | capif.org.ar AR2                                                                  |
| Australien (ARIA)                                                                            | —            | 13× Gold13   | 39× Platin39   | —             | 3.125.000    | aria.com.au                                                                       |
| Belgien (BRMA)                                                                               | —            | 2× Gold2     | 8× Platin8     | —             | 450.000      | ultratop.be                                                                       |
| Brasilien (PMB)                                                                              | —            | 7× Gold7     | 2× Platin2     | —             | 800.000      | pro-musicabr.org.br                                                               |
| Chile (IFPI)                                                                                 | —            | —            | Platin1        | —             | 25.000       | Einzelnachweise                                                                   |
| Dänemark (IFPI)                                                                              | —            | 8× Gold8     | 20× Platin20   | —             | 975.000      | ifpi.dk                                                                           |
| Deutschland (BVMI)                                                                           | —            | 9× Gold9     | 16× Platin16   | —             | 8.200.000    | musikindustrie.de                                                                 |
| Europa (IFPI)                                                                                | —            | —            | 15× Platin15   | —             | (15.000.000) | ifpi.org (Memento vom 1. Januar 2014 im Internet Archive)                         |
| Finnland (IFPI)                                                                              | —            | Gold1        | Platin1        | —             | 118.048      | ifpi.fi                                                                           |
| Frankreich (SNEP)                                                                            | —            | 14× Gold14   | 8× Platin8     | —             | 6.247.500    | infodisc.fr snepmusique.com                                                       |
| Griechenland (IFPI)                                                                          | —            | 2× Gold2     | —              | —             | 13.000       | ifpi.gr (Memento vom 28. Juli 2013 im Internet Archive)                           |
| Hongkong (IFPI/HKRIA)                                                                        | —            | Gold1        | —              | —             | 10.000       | ifpihk.org                                                                        |
| Indien (IMI)                                                                                 | —            | —            | Platin1        | —             | 50.000       | Einzelnachweise                                                                   |
| Israel (IFPI)                                                                                | —            | 2× Gold2     | —              | —             | 40.000       | Einzelnachweise                                                                   |
| Irland (IRMA)                                                                                | —            | Gold1        | 3× Platin3     | —             | 52.500       | irishcharts.ie                                                                    |
| Italien (FIMI)                                                                               | —            | 8× Gold8     | 11× Platin11   | —             | 905.000      | fimi.it                                                                           |
| Japan (RIAJ)                                                                                 | —            | 4× Gold4     | 12× Platin12   | 2× Diamant2   | 4.950.000    | riaj.or.jp                                                                        |
| Kanada (MC)                                                                                  | —            | 14× Gold14   | 91× Platin91   | 7× Diamant7   | 14.931.000   | musiccanada.com                                                                   |
| Kolumbien (ASINCOL)                                                                          | —            | Gold1        | —              | —             | 20.000       | Einzelnachweise                                                                   |
| Mexiko (AMPROFON)                                                                            | —            | 2× Gold2     | Platin1        | —             | 80.000       | amprofon.com.mx                                                                   |
| Neuseeland (RMNZ)                                                                            | —            | 22× Gold22   | 65× Platin65   | —             | 1.503.000    | aotearoamusiccharts.co.nz NZ2 (Memento vom 24. Juli 2011 im Internet Archive) NZ3 |
| Niederlande (NVPI)                                                                           | —            | 4× Gold4     | 2× Platin2     | —             | 345.000      | nvpi.nl                                                                           |
| Norwegen (IFPI)                                                                              | —            | 2× Gold2     | 3× Platin3     | —             | 200.000      | ifpi.no (Memento vom 5. November 2012 im Internet Archive)                        |
| Österreich (IFPI)                                                                            | —            | 2× Gold2     | 9× Platin9     | —             | 500.000      | ifpi.at                                                                           |
| Polen (ZPAV)                                                                                 | —            | 2× Gold2     | 2× Platin2     | —             | 145.000      | olis.pl                                                                           |
| Portugal (AFP)                                                                               | —            | 3× Gold3     | 3× Platin3     | —             | 78.500       | Einzelnachweise                                                                   |
| Schweden (IFPI)                                                                              | —            | 4× Gold4     | 4× Platin4     | —             | 485.000      | sverigetopplistan.se                                                              |
| Schweiz (IFPI)                                                                               | —            | Gold1        | 7× Platin7     | —             | 330.000      | hitparade.ch                                                                      |
| Spanien (Promusicae)                                                                         | —            | 8× Gold8     | 20× Platin20   | —             | 1.845.000    | elportaldemusica.es ES2 ES3                                                       |
| Taiwan (RIT)                                                                                 | —            | —            | 2× Platin2     | —             | 100.000      | Einzelnachweise                                                                   |
| Vereinigte Staaten (RIAA)                                                                    | —            | 26× Gold26   | 146× Platin146 | 7× Diamant7   | 190.422.000  | riaa.com                                                                          |
| Vereinigtes Königreich (BPI)                                                                 | 31× Silber31 | 25× Gold25   | 87× Platin87   | —             | 57.360.000   | bpi.co.uk                                                                         |
| Insgesamt                                                                                    | 31× Silber31 | 196× Gold196 | 601× Platin601 | 17× Diamant17 |              |                                                                                   |